# Regla de Tarrasch
La Regla de Tarrasch és un principi general que s'aplica majoritàriament en el mig joc i finals dels escacs. Siegbert Tarrasch (1862–1934) va establir la «regla» que les torres havien d'estar darrere del peons passats – ja siguin els propis o els de l'oponent. El fons de la idea és: (1) si la torre d'un jugador està darrere del seu peó passat, la torre el protegeix a mesura que avança, i (2) si està darrere de peó passat d'un oponent, el peó no pot avançar si no està protegit al llarg del seu camí.

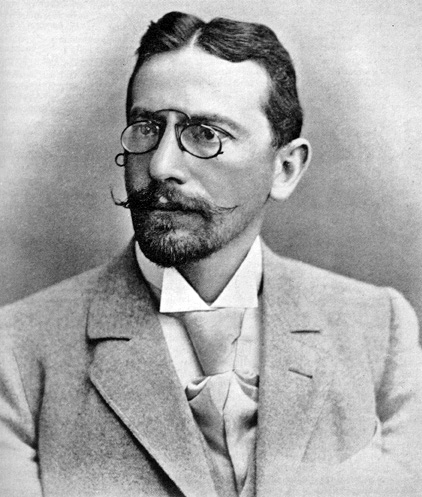
Siegbert Tarrasch

La cita original, de la pàgina 57 del seu llibre The Game of Chess (1938) és 
«En finals de torre complicats la regla més important és una d'establerta per l'autor: el lloc de la torre ha de ser al darrere del peó passat; darrere del peó enemic per tal de controlar-lo, darrere d'un de propi amb la finalitat de donar suport el seu avanç».
Aquesta «regla» normalment és certa, però no sempre, ja que hi ha força excepcions. Tarrasch ha estat citat com dient, «Posa sempre la torre darrere del peó ... excepte quan sigui incorrecte de fer-ho». (Soltis 2003:129).
|  |

## Raons
L'avanç del peó passat allarga el marge de la torre el darrere i es redueix el marge per una torre el davant. Una torre que acompanya un peó al davant s'haurà d'apartar fora, deixant el peó indefens, si és per promoure. Una torre darrere d'un peó passat del contrincant pot generar més fàcilment contrajoc.

## Il·lustracions
Aquí tenim dues posicions per il·lustrar el principi.

### Torre darrera del peó passat propi: es guanya
|   | a | b | c | d | e | f | g | h |   |
| 8 | f7 negres peó · g7 negres rei · a6 negres torre · g6 negres peó · h6 negres peó · a5 blanques peó · a4 blanques torre · h4 blanques peó · g3 blanques peó · f2 blanques peó · g2 blanques rei | f7 negres peó · g7 negres rei · a6 negres torre · g6 negres peó · h6 negres peó · a5 blanques peó · a4 blanques torre · h4 blanques peó · g3 blanques peó · f2 blanques peó · g2 blanques rei | f7 negres peó · g7 negres rei · a6 negres torre · g6 negres peó · h6 negres peó · a5 blanques peó · a4 blanques torre · h4 blanques peó · g3 blanques peó · f2 blanques peó · g2 blanques rei | f7 negres peó · g7 negres rei · a6 negres torre · g6 negres peó · h6 negres peó · a5 blanques peó · a4 blanques torre · h4 blanques peó · g3 blanques peó · f2 blanques peó · g2 blanques rei | f7 negres peó · g7 negres rei · a6 negres torre · g6 negres peó · h6 negres peó · a5 blanques peó · a4 blanques torre · h4 blanques peó · g3 blanques peó · f2 blanques peó · g2 blanques rei | f7 negres peó · g7 negres rei · a6 negres torre · g6 negres peó · h6 negres peó · a5 blanques peó · a4 blanques torre · h4 blanques peó · g3 blanques peó · f2 blanques peó · g2 blanques rei | f7 negres peó · g7 negres rei · a6 negres torre · g6 negres peó · h6 negres peó · a5 blanques peó · a4 blanques torre · h4 blanques peó · g3 blanques peó · f2 blanques peó · g2 blanques rei | f7 negres peó · g7 negres rei · a6 negres torre · g6 negres peó · h6 negres peó · a5 blanques peó · a4 blanques torre · h4 blanques peó · g3 blanques peó · f2 blanques peó · g2 blanques rei | 8 |
| 7 | f7 negres peó · g7 negres rei · a6 negres torre · g6 negres peó · h6 negres peó · a5 blanques peó · a4 blanques torre · h4 blanques peó · g3 blanques peó · f2 blanques peó · g2 blanques rei | f7 negres peó · g7 negres rei · a6 negres torre · g6 negres peó · h6 negres peó · a5 blanques peó · a4 blanques torre · h4 blanques peó · g3 blanques peó · f2 blanques peó · g2 blanques rei | f7 negres peó · g7 negres rei · a6 negres torre · g6 negres peó · h6 negres peó · a5 blanques peó · a4 blanques torre · h4 blanques peó · g3 blanques peó · f2 blanques peó · g2 blanques rei | f7 negres peó · g7 negres rei · a6 negres torre · g6 negres peó · h6 negres peó · a5 blanques peó · a4 blanques torre · h4 blanques peó · g3 blanques peó · f2 blanques peó · g2 blanques rei | f7 negres peó · g7 negres rei · a6 negres torre · g6 negres peó · h6 negres peó · a5 blanques peó · a4 blanques torre · h4 blanques peó · g3 blanques peó · f2 blanques peó · g2 blanques rei | f7 negres peó · g7 negres rei · a6 negres torre · g6 negres peó · h6 negres peó · a5 blanques peó · a4 blanques torre · h4 blanques peó · g3 blanques peó · f2 blanques peó · g2 blanques rei | f7 negres peó · g7 negres rei · a6 negres torre · g6 negres peó · h6 negres peó · a5 blanques peó · a4 blanques torre · h4 blanques peó · g3 blanques peó · f2 blanques peó · g2 blanques rei | f7 negres peó · g7 negres rei · a6 negres torre · g6 negres peó · h6 negres peó · a5 blanques peó · a4 blanques torre · h4 blanques peó · g3 blanques peó · f2 blanques peó · g2 blanques rei | 7 |
| 6 | f7 negres peó · g7 negres rei · a6 negres torre · g6 negres peó · h6 negres peó · a5 blanques peó · a4 blanques torre · h4 blanques peó · g3 blanques peó · f2 blanques peó · g2 blanques rei | f7 negres peó · g7 negres rei · a6 negres torre · g6 negres peó · h6 negres peó · a5 blanques peó · a4 blanques torre · h4 blanques peó · g3 blanques peó · f2 blanques peó · g2 blanques rei | f7 negres peó · g7 negres rei · a6 negres torre · g6 negres peó · h6 negres peó · a5 blanques peó · a4 blanques torre · h4 blanques peó · g3 blanques peó · f2 blanques peó · g2 blanques rei | f7 negres peó · g7 negres rei · a6 negres torre · g6 negres peó · h6 negres peó · a5 blanques peó · a4 blanques torre · h4 blanques peó · g3 blanques peó · f2 blanques peó · g2 blanques rei | f7 negres peó · g7 negres rei · a6 negres torre · g6 negres peó · h6 negres peó · a5 blanques peó · a4 blanques torre · h4 blanques peó · g3 blanques peó · f2 blanques peó · g2 blanques rei | f7 negres peó · g7 negres rei · a6 negres torre · g6 negres peó · h6 negres peó · a5 blanques peó · a4 blanques torre · h4 blanques peó · g3 blanques peó · f2 blanques peó · g2 blanques rei | f7 negres peó · g7 negres rei · a6 negres torre · g6 negres peó · h6 negres peó · a5 blanques peó · a4 blanques torre · h4 blanques peó · g3 blanques peó · f2 blanques peó · g2 blanques rei | f7 negres peó · g7 negres rei · a6 negres torre · g6 negres peó · h6 negres peó · a5 blanques peó · a4 blanques torre · h4 blanques peó · g3 blanques peó · f2 blanques peó · g2 blanques rei | 6 |
| 5 | f7 negres peó · g7 negres rei · a6 negres torre · g6 negres peó · h6 negres peó · a5 blanques peó · a4 blanques torre · h4 blanques peó · g3 blanques peó · f2 blanques peó · g2 blanques rei | f7 negres peó · g7 negres rei · a6 negres torre · g6 negres peó · h6 negres peó · a5 blanques peó · a4 blanques torre · h4 blanques peó · g3 blanques peó · f2 blanques peó · g2 blanques rei | f7 negres peó · g7 negres rei · a6 negres torre · g6 negres peó · h6 negres peó · a5 blanques peó · a4 blanques torre · h4 blanques peó · g3 blanques peó · f2 blanques peó · g2 blanques rei | f7 negres peó · g7 negres rei · a6 negres torre · g6 negres peó · h6 negres peó · a5 blanques peó · a4 blanques torre · h4 blanques peó · g3 blanques peó · f2 blanques peó · g2 blanques rei | f7 negres peó · g7 negres rei · a6 negres torre · g6 negres peó · h6 negres peó · a5 blanques peó · a4 blanques torre · h4 blanques peó · g3 blanques peó · f2 blanques peó · g2 blanques rei | f7 negres peó · g7 negres rei · a6 negres torre · g6 negres peó · h6 negres peó · a5 blanques peó · a4 blanques torre · h4 blanques peó · g3 blanques peó · f2 blanques peó · g2 blanques rei | f7 negres peó · g7 negres rei · a6 negres torre · g6 negres peó · h6 negres peó · a5 blanques peó · a4 blanques torre · h4 blanques peó · g3 blanques peó · f2 blanques peó · g2 blanques rei | f7 negres peó · g7 negres rei · a6 negres torre · g6 negres peó · h6 negres peó · a5 blanques peó · a4 blanques torre · h4 blanques peó · g3 blanques peó · f2 blanques peó · g2 blanques rei | 5 |
| 4 | f7 negres peó · g7 negres rei · a6 negres torre · g6 negres peó · h6 negres peó · a5 blanques peó · a4 blanques torre · h4 blanques peó · g3 blanques peó · f2 blanques peó · g2 blanques rei | f7 negres peó · g7 negres rei · a6 negres torre · g6 negres peó · h6 negres peó · a5 blanques peó · a4 blanques torre · h4 blanques peó · g3 blanques peó · f2 blanques peó · g2 blanques rei | f7 negres peó · g7 negres rei · a6 negres torre · g6 negres peó · h6 negres peó · a5 blanques peó · a4 blanques torre · h4 blanques peó · g3 blanques peó · f2 blanques peó · g2 blanques rei | f7 negres peó · g7 negres rei · a6 negres torre · g6 negres peó · h6 negres peó · a5 blanques peó · a4 blanques torre · h4 blanques peó · g3 blanques peó · f2 blanques peó · g2 blanques rei | f7 negres peó · g7 negres rei · a6 negres torre · g6 negres peó · h6 negres peó · a5 blanques peó · a4 blanques torre · h4 blanques peó · g3 blanques peó · f2 blanques peó · g2 blanques rei | f7 negres peó · g7 negres rei · a6 negres torre · g6 negres peó · h6 negres peó · a5 blanques peó · a4 blanques torre · h4 blanques peó · g3 blanques peó · f2 blanques peó · g2 blanques rei | f7 negres peó · g7 negres rei · a6 negres torre · g6 negres peó · h6 negres peó · a5 blanques peó · a4 blanques torre · h4 blanques peó · g3 blanques peó · f2 blanques peó · g2 blanques rei | f7 negres peó · g7 negres rei · a6 negres torre · g6 negres peó · h6 negres peó · a5 blanques peó · a4 blanques torre · h4 blanques peó · g3 blanques peó · f2 blanques peó · g2 blanques rei | 4 |
| 3 | f7 negres peó · g7 negres rei · a6 negres torre · g6 negres peó · h6 negres peó · a5 blanques peó · a4 blanques torre · h4 blanques peó · g3 blanques peó · f2 blanques peó · g2 blanques rei | f7 negres peó · g7 negres rei · a6 negres torre · g6 negres peó · h6 negres peó · a5 blanques peó · a4 blanques torre · h4 blanques peó · g3 blanques peó · f2 blanques peó · g2 blanques rei | f7 negres peó · g7 negres rei · a6 negres torre · g6 negres peó · h6 negres peó · a5 blanques peó · a4 blanques torre · h4 blanques peó · g3 blanques peó · f2 blanques peó · g2 blanques rei | f7 negres peó · g7 negres rei · a6 negres torre · g6 negres peó · h6 negres peó · a5 blanques peó · a4 blanques torre · h4 blanques peó · g3 blanques peó · f2 blanques peó · g2 blanques rei | f7 negres peó · g7 negres rei · a6 negres torre · g6 negres peó · h6 negres peó · a5 blanques peó · a4 blanques torre · h4 blanques peó · g3 blanques peó · f2 blanques peó · g2 blanques rei | f7 negres peó · g7 negres rei · a6 negres torre · g6 negres peó · h6 negres peó · a5 blanques peó · a4 blanques torre · h4 blanques peó · g3 blanques peó · f2 blanques peó · g2 blanques rei | f7 negres peó · g7 negres rei · a6 negres torre · g6 negres peó · h6 negres peó · a5 blanques peó · a4 blanques torre · h4 blanques peó · g3 blanques peó · f2 blanques peó · g2 blanques rei | f7 negres peó · g7 negres rei · a6 negres torre · g6 negres peó · h6 negres peó · a5 blanques peó · a4 blanques torre · h4 blanques peó · g3 blanques peó · f2 blanques peó · g2 blanques rei | 3 |
| 2 | f7 negres peó · g7 negres rei · a6 negres torre · g6 negres peó · h6 negres peó · a5 blanques peó · a4 blanques torre · h4 blanques peó · g3 blanques peó · f2 blanques peó · g2 blanques rei | f7 negres peó · g7 negres rei · a6 negres torre · g6 negres peó · h6 negres peó · a5 blanques peó · a4 blanques torre · h4 blanques peó · g3 blanques peó · f2 blanques peó · g2 blanques rei | f7 negres peó · g7 negres rei · a6 negres torre · g6 negres peó · h6 negres peó · a5 blanques peó · a4 blanques torre · h4 blanques peó · g3 blanques peó · f2 blanques peó · g2 blanques rei | f7 negres peó · g7 negres rei · a6 negres torre · g6 negres peó · h6 negres peó · a5 blanques peó · a4 blanques torre · h4 blanques peó · g3 blanques peó · f2 blanques peó · g2 blanques rei | f7 negres peó · g7 negres rei · a6 negres torre · g6 negres peó · h6 negres peó · a5 blanques peó · a4 blanques torre · h4 blanques peó · g3 blanques peó · f2 blanques peó · g2 blanques rei | f7 negres peó · g7 negres rei · a6 negres torre · g6 negres peó · h6 negres peó · a5 blanques peó · a4 blanques torre · h4 blanques peó · g3 blanques peó · f2 blanques peó · g2 blanques rei | f7 negres peó · g7 negres rei · a6 negres torre · g6 negres peó · h6 negres peó · a5 blanques peó · a4 blanques torre · h4 blanques peó · g3 blanques peó · f2 blanques peó · g2 blanques rei | f7 negres peó · g7 negres rei · a6 negres torre · g6 negres peó · h6 negres peó · a5 blanques peó · a4 blanques torre · h4 blanques peó · g3 blanques peó · f2 blanques peó · g2 blanques rei | 2 |
| 1 | f7 negres peó · g7 negres rei · a6 negres torre · g6 negres peó · h6 negres peó · a5 blanques peó · a4 blanques torre · h4 blanques peó · g3 blanques peó · f2 blanques peó · g2 blanques rei | f7 negres peó · g7 negres rei · a6 negres torre · g6 negres peó · h6 negres peó · a5 blanques peó · a4 blanques torre · h4 blanques peó · g3 blanques peó · f2 blanques peó · g2 blanques rei | f7 negres peó · g7 negres rei · a6 negres torre · g6 negres peó · h6 negres peó · a5 blanques peó · a4 blanques torre · h4 blanques peó · g3 blanques peó · f2 blanques peó · g2 blanques rei | f7 negres peó · g7 negres rei · a6 negres torre · g6 negres peó · h6 negres peó · a5 blanques peó · a4 blanques torre · h4 blanques peó · g3 blanques peó · f2 blanques peó · g2 blanques rei | f7 negres peó · g7 negres rei · a6 negres torre · g6 negres peó · h6 negres peó · a5 blanques peó · a4 blanques torre · h4 blanques peó · g3 blanques peó · f2 blanques peó · g2 blanques rei | f7 negres peó · g7 negres rei · a6 negres torre · g6 negres peó · h6 negres peó · a5 blanques peó · a4 blanques torre · h4 blanques peó · g3 blanques peó · f2 blanques peó · g2 blanques rei | f7 negres peó · g7 negres rei · a6 negres torre · g6 negres peó · h6 negres peó · a5 blanques peó · a4 blanques torre · h4 blanques peó · g3 blanques peó · f2 blanques peó · g2 blanques rei | f7 negres peó · g7 negres rei · a6 negres torre · g6 negres peó · h6 negres peó · a5 blanques peó · a4 blanques torre · h4 blanques peó · g3 blanques peó · f2 blanques peó · g2 blanques rei | 1 |
|   | a | b | c | d | e | f | g | h |   |

En el primer diagrama, la torre de les blanques està darrere del seu peó passat a la columna a, i la posició és guanyada per les blanques.
La tècnica per guanyar és senzilla:
1. Moure el rei cap al peó passat. El rei defensor també s'ha de moure d'aquesta manera, en cas contrari es veurà obligat a entregar la torre pel peó.
2. Si el rei atacant no pot acostar-se més perquè el rei defensor ha guanyat l'oposició, aleshores es fan moviments amb la torre amunt i avall de la columna. Un cop les jugades de peó s'acaben, llavors el defensor es queda sense més opcions.
3. Si la torre defensora surt, llavors el peó avança. El defensor no pot tenir aquesta estratègia. Si el rei defensor s'aparta del peó, el rei atacant es mou cap al peó per forçar al seu avanç. El defensor haurà d'entregar la seva torre. Així que l'única opció és que el rei defensor es mogui cap al peó.
4. El rei atacant entra a l'estructura de peons del flanc de rei en la mesura del possible. Si el defensor guanya el peó passat, es produeix un canvi de torres i el final de peons resultant és una victòria fàcil per a l'atacant.
5. En el moment adequat, la torre atacant abandona el peó i es dirigeix a l'atac dels peons del flanc de rei.

La 34a partida del matx del Campionat del Món de 1927 entre Alekhin i Capablanca és un clàssic exemple de la tècnica (o veure text anotat). La posició és després del moviment 54 de les blanques: Ta4. Les blanques guanyen en el moviment 80 (Kortxnoi 2002:15).

### Torre darrera del peó passat del contrincant: normalment taules
|   | a | b | c | d | e | f | g | h |   |
| 8 | f7 negres peó · g7 negres peó · h7 negres rei · c6 blanques torre · h6 negres peó · a5 negres peó · a4 negres torre · g3 blanques peó · f2 blanques peó · h2 blanques peó · g1 blanques rei | f7 negres peó · g7 negres peó · h7 negres rei · c6 blanques torre · h6 negres peó · a5 negres peó · a4 negres torre · g3 blanques peó · f2 blanques peó · h2 blanques peó · g1 blanques rei | f7 negres peó · g7 negres peó · h7 negres rei · c6 blanques torre · h6 negres peó · a5 negres peó · a4 negres torre · g3 blanques peó · f2 blanques peó · h2 blanques peó · g1 blanques rei | f7 negres peó · g7 negres peó · h7 negres rei · c6 blanques torre · h6 negres peó · a5 negres peó · a4 negres torre · g3 blanques peó · f2 blanques peó · h2 blanques peó · g1 blanques rei | f7 negres peó · g7 negres peó · h7 negres rei · c6 blanques torre · h6 negres peó · a5 negres peó · a4 negres torre · g3 blanques peó · f2 blanques peó · h2 blanques peó · g1 blanques rei | f7 negres peó · g7 negres peó · h7 negres rei · c6 blanques torre · h6 negres peó · a5 negres peó · a4 negres torre · g3 blanques peó · f2 blanques peó · h2 blanques peó · g1 blanques rei | f7 negres peó · g7 negres peó · h7 negres rei · c6 blanques torre · h6 negres peó · a5 negres peó · a4 negres torre · g3 blanques peó · f2 blanques peó · h2 blanques peó · g1 blanques rei | f7 negres peó · g7 negres peó · h7 negres rei · c6 blanques torre · h6 negres peó · a5 negres peó · a4 negres torre · g3 blanques peó · f2 blanques peó · h2 blanques peó · g1 blanques rei | 8 |
| 7 | f7 negres peó · g7 negres peó · h7 negres rei · c6 blanques torre · h6 negres peó · a5 negres peó · a4 negres torre · g3 blanques peó · f2 blanques peó · h2 blanques peó · g1 blanques rei | f7 negres peó · g7 negres peó · h7 negres rei · c6 blanques torre · h6 negres peó · a5 negres peó · a4 negres torre · g3 blanques peó · f2 blanques peó · h2 blanques peó · g1 blanques rei | f7 negres peó · g7 negres peó · h7 negres rei · c6 blanques torre · h6 negres peó · a5 negres peó · a4 negres torre · g3 blanques peó · f2 blanques peó · h2 blanques peó · g1 blanques rei | f7 negres peó · g7 negres peó · h7 negres rei · c6 blanques torre · h6 negres peó · a5 negres peó · a4 negres torre · g3 blanques peó · f2 blanques peó · h2 blanques peó · g1 blanques rei | f7 negres peó · g7 negres peó · h7 negres rei · c6 blanques torre · h6 negres peó · a5 negres peó · a4 negres torre · g3 blanques peó · f2 blanques peó · h2 blanques peó · g1 blanques rei | f7 negres peó · g7 negres peó · h7 negres rei · c6 blanques torre · h6 negres peó · a5 negres peó · a4 negres torre · g3 blanques peó · f2 blanques peó · h2 blanques peó · g1 blanques rei | f7 negres peó · g7 negres peó · h7 negres rei · c6 blanques torre · h6 negres peó · a5 negres peó · a4 negres torre · g3 blanques peó · f2 blanques peó · h2 blanques peó · g1 blanques rei | f7 negres peó · g7 negres peó · h7 negres rei · c6 blanques torre · h6 negres peó · a5 negres peó · a4 negres torre · g3 blanques peó · f2 blanques peó · h2 blanques peó · g1 blanques rei | 7 |
| 6 | f7 negres peó · g7 negres peó · h7 negres rei · c6 blanques torre · h6 negres peó · a5 negres peó · a4 negres torre · g3 blanques peó · f2 blanques peó · h2 blanques peó · g1 blanques rei | f7 negres peó · g7 negres peó · h7 negres rei · c6 blanques torre · h6 negres peó · a5 negres peó · a4 negres torre · g3 blanques peó · f2 blanques peó · h2 blanques peó · g1 blanques rei | f7 negres peó · g7 negres peó · h7 negres rei · c6 blanques torre · h6 negres peó · a5 negres peó · a4 negres torre · g3 blanques peó · f2 blanques peó · h2 blanques peó · g1 blanques rei | f7 negres peó · g7 negres peó · h7 negres rei · c6 blanques torre · h6 negres peó · a5 negres peó · a4 negres torre · g3 blanques peó · f2 blanques peó · h2 blanques peó · g1 blanques rei | f7 negres peó · g7 negres peó · h7 negres rei · c6 blanques torre · h6 negres peó · a5 negres peó · a4 negres torre · g3 blanques peó · f2 blanques peó · h2 blanques peó · g1 blanques rei | f7 negres peó · g7 negres peó · h7 negres rei · c6 blanques torre · h6 negres peó · a5 negres peó · a4 negres torre · g3 blanques peó · f2 blanques peó · h2 blanques peó · g1 blanques rei | f7 negres peó · g7 negres peó · h7 negres rei · c6 blanques torre · h6 negres peó · a5 negres peó · a4 negres torre · g3 blanques peó · f2 blanques peó · h2 blanques peó · g1 blanques rei | f7 negres peó · g7 negres peó · h7 negres rei · c6 blanques torre · h6 negres peó · a5 negres peó · a4 negres torre · g3 blanques peó · f2 blanques peó · h2 blanques peó · g1 blanques rei | 6 |
| 5 | f7 negres peó · g7 negres peó · h7 negres rei · c6 blanques torre · h6 negres peó · a5 negres peó · a4 negres torre · g3 blanques peó · f2 blanques peó · h2 blanques peó · g1 blanques rei | f7 negres peó · g7 negres peó · h7 negres rei · c6 blanques torre · h6 negres peó · a5 negres peó · a4 negres torre · g3 blanques peó · f2 blanques peó · h2 blanques peó · g1 blanques rei | f7 negres peó · g7 negres peó · h7 negres rei · c6 blanques torre · h6 negres peó · a5 negres peó · a4 negres torre · g3 blanques peó · f2 blanques peó · h2 blanques peó · g1 blanques rei | f7 negres peó · g7 negres peó · h7 negres rei · c6 blanques torre · h6 negres peó · a5 negres peó · a4 negres torre · g3 blanques peó · f2 blanques peó · h2 blanques peó · g1 blanques rei | f7 negres peó · g7 negres peó · h7 negres rei · c6 blanques torre · h6 negres peó · a5 negres peó · a4 negres torre · g3 blanques peó · f2 blanques peó · h2 blanques peó · g1 blanques rei | f7 negres peó · g7 negres peó · h7 negres rei · c6 blanques torre · h6 negres peó · a5 negres peó · a4 negres torre · g3 blanques peó · f2 blanques peó · h2 blanques peó · g1 blanques rei | f7 negres peó · g7 negres peó · h7 negres rei · c6 blanques torre · h6 negres peó · a5 negres peó · a4 negres torre · g3 blanques peó · f2 blanques peó · h2 blanques peó · g1 blanques rei | f7 negres peó · g7 negres peó · h7 negres rei · c6 blanques torre · h6 negres peó · a5 negres peó · a4 negres torre · g3 blanques peó · f2 blanques peó · h2 blanques peó · g1 blanques rei | 5 |
| 4 | f7 negres peó · g7 negres peó · h7 negres rei · c6 blanques torre · h6 negres peó · a5 negres peó · a4 negres torre · g3 blanques peó · f2 blanques peó · h2 blanques peó · g1 blanques rei | f7 negres peó · g7 negres peó · h7 negres rei · c6 blanques torre · h6 negres peó · a5 negres peó · a4 negres torre · g3 blanques peó · f2 blanques peó · h2 blanques peó · g1 blanques rei | f7 negres peó · g7 negres peó · h7 negres rei · c6 blanques torre · h6 negres peó · a5 negres peó · a4 negres torre · g3 blanques peó · f2 blanques peó · h2 blanques peó · g1 blanques rei | f7 negres peó · g7 negres peó · h7 negres rei · c6 blanques torre · h6 negres peó · a5 negres peó · a4 negres torre · g3 blanques peó · f2 blanques peó · h2 blanques peó · g1 blanques rei | f7 negres peó · g7 negres peó · h7 negres rei · c6 blanques torre · h6 negres peó · a5 negres peó · a4 negres torre · g3 blanques peó · f2 blanques peó · h2 blanques peó · g1 blanques rei | f7 negres peó · g7 negres peó · h7 negres rei · c6 blanques torre · h6 negres peó · a5 negres peó · a4 negres torre · g3 blanques peó · f2 blanques peó · h2 blanques peó · g1 blanques rei | f7 negres peó · g7 negres peó · h7 negres rei · c6 blanques torre · h6 negres peó · a5 negres peó · a4 negres torre · g3 blanques peó · f2 blanques peó · h2 blanques peó · g1 blanques rei | f7 negres peó · g7 negres peó · h7 negres rei · c6 blanques torre · h6 negres peó · a5 negres peó · a4 negres torre · g3 blanques peó · f2 blanques peó · h2 blanques peó · g1 blanques rei | 4 |
| 3 | f7 negres peó · g7 negres peó · h7 negres rei · c6 blanques torre · h6 negres peó · a5 negres peó · a4 negres torre · g3 blanques peó · f2 blanques peó · h2 blanques peó · g1 blanques rei | f7 negres peó · g7 negres peó · h7 negres rei · c6 blanques torre · h6 negres peó · a5 negres peó · a4 negres torre · g3 blanques peó · f2 blanques peó · h2 blanques peó · g1 blanques rei | f7 negres peó · g7 negres peó · h7 negres rei · c6 blanques torre · h6 negres peó · a5 negres peó · a4 negres torre · g3 blanques peó · f2 blanques peó · h2 blanques peó · g1 blanques rei | f7 negres peó · g7 negres peó · h7 negres rei · c6 blanques torre · h6 negres peó · a5 negres peó · a4 negres torre · g3 blanques peó · f2 blanques peó · h2 blanques peó · g1 blanques rei | f7 negres peó · g7 negres peó · h7 negres rei · c6 blanques torre · h6 negres peó · a5 negres peó · a4 negres torre · g3 blanques peó · f2 blanques peó · h2 blanques peó · g1 blanques rei | f7 negres peó · g7 negres peó · h7 negres rei · c6 blanques torre · h6 negres peó · a5 negres peó · a4 negres torre · g3 blanques peó · f2 blanques peó · h2 blanques peó · g1 blanques rei | f7 negres peó · g7 negres peó · h7 negres rei · c6 blanques torre · h6 negres peó · a5 negres peó · a4 negres torre · g3 blanques peó · f2 blanques peó · h2 blanques peó · g1 blanques rei | f7 negres peó · g7 negres peó · h7 negres rei · c6 blanques torre · h6 negres peó · a5 negres peó · a4 negres torre · g3 blanques peó · f2 blanques peó · h2 blanques peó · g1 blanques rei | 3 |
| 2 | f7 negres peó · g7 negres peó · h7 negres rei · c6 blanques torre · h6 negres peó · a5 negres peó · a4 negres torre · g3 blanques peó · f2 blanques peó · h2 blanques peó · g1 blanques rei | f7 negres peó · g7 negres peó · h7 negres rei · c6 blanques torre · h6 negres peó · a5 negres peó · a4 negres torre · g3 blanques peó · f2 blanques peó · h2 blanques peó · g1 blanques rei | f7 negres peó · g7 negres peó · h7 negres rei · c6 blanques torre · h6 negres peó · a5 negres peó · a4 negres torre · g3 blanques peó · f2 blanques peó · h2 blanques peó · g1 blanques rei | f7 negres peó · g7 negres peó · h7 negres rei · c6 blanques torre · h6 negres peó · a5 negres peó · a4 negres torre · g3 blanques peó · f2 blanques peó · h2 blanques peó · g1 blanques rei | f7 negres peó · g7 negres peó · h7 negres rei · c6 blanques torre · h6 negres peó · a5 negres peó · a4 negres torre · g3 blanques peó · f2 blanques peó · h2 blanques peó · g1 blanques rei | f7 negres peó · g7 negres peó · h7 negres rei · c6 blanques torre · h6 negres peó · a5 negres peó · a4 negres torre · g3 blanques peó · f2 blanques peó · h2 blanques peó · g1 blanques rei | f7 negres peó · g7 negres peó · h7 negres rei · c6 blanques torre · h6 negres peó · a5 negres peó · a4 negres torre · g3 blanques peó · f2 blanques peó · h2 blanques peó · g1 blanques rei | f7 negres peó · g7 negres peó · h7 negres rei · c6 blanques torre · h6 negres peó · a5 negres peó · a4 negres torre · g3 blanques peó · f2 blanques peó · h2 blanques peó · g1 blanques rei | 2 |
| 1 | f7 negres peó · g7 negres peó · h7 negres rei · c6 blanques torre · h6 negres peó · a5 negres peó · a4 negres torre · g3 blanques peó · f2 blanques peó · h2 blanques peó · g1 blanques rei | f7 negres peó · g7 negres peó · h7 negres rei · c6 blanques torre · h6 negres peó · a5 negres peó · a4 negres torre · g3 blanques peó · f2 blanques peó · h2 blanques peó · g1 blanques rei | f7 negres peó · g7 negres peó · h7 negres rei · c6 blanques torre · h6 negres peó · a5 negres peó · a4 negres torre · g3 blanques peó · f2 blanques peó · h2 blanques peó · g1 blanques rei | f7 negres peó · g7 negres peó · h7 negres rei · c6 blanques torre · h6 negres peó · a5 negres peó · a4 negres torre · g3 blanques peó · f2 blanques peó · h2 blanques peó · g1 blanques rei | f7 negres peó · g7 negres peó · h7 negres rei · c6 blanques torre · h6 negres peó · a5 negres peó · a4 negres torre · g3 blanques peó · f2 blanques peó · h2 blanques peó · g1 blanques rei | f7 negres peó · g7 negres peó · h7 negres rei · c6 blanques torre · h6 negres peó · a5 negres peó · a4 negres torre · g3 blanques peó · f2 blanques peó · h2 blanques peó · g1 blanques rei | f7 negres peó · g7 negres peó · h7 negres rei · c6 blanques torre · h6 negres peó · a5 negres peó · a4 negres torre · g3 blanques peó · f2 blanques peó · h2 blanques peó · g1 blanques rei | f7 negres peó · g7 negres peó · h7 negres rei · c6 blanques torre · h6 negres peó · a5 negres peó · a4 negres torre · g3 blanques peó · f2 blanques peó · h2 blanques peó · g1 blanques rei | 1 |
|   | a | b | c | d | e | f | g | h |   |

Posicions similars amb la torre darrere el peó passat del contrincant solen ser taules, però no pas sempre. La següent posició es dona després del moviment 35 de les blanques en la vuitena partida del matx entre Henrique Mecking i Victor Kortxnoi el 1974. Les blanques mouran Ta6 tan aviat com sigui possible. La torre de les negres és davant del seu peó passat a la columna a, i el matx va acabar en taules a la jugada 55 (Korchnoi 2002:15–16).
|   | a | b | c | d | e | f | g | h |   |
| 8 | g8 negres rei · a7 negres peó · b7 blanques torre · g7 negres peó · f6 negres peó · h6 negres peó · f5 blanques peó · a3 negres torre · g2 blanques peó · h2 blanques peó · g1 blanques rei | g8 negres rei · a7 negres peó · b7 blanques torre · g7 negres peó · f6 negres peó · h6 negres peó · f5 blanques peó · a3 negres torre · g2 blanques peó · h2 blanques peó · g1 blanques rei | g8 negres rei · a7 negres peó · b7 blanques torre · g7 negres peó · f6 negres peó · h6 negres peó · f5 blanques peó · a3 negres torre · g2 blanques peó · h2 blanques peó · g1 blanques rei | g8 negres rei · a7 negres peó · b7 blanques torre · g7 negres peó · f6 negres peó · h6 negres peó · f5 blanques peó · a3 negres torre · g2 blanques peó · h2 blanques peó · g1 blanques rei | g8 negres rei · a7 negres peó · b7 blanques torre · g7 negres peó · f6 negres peó · h6 negres peó · f5 blanques peó · a3 negres torre · g2 blanques peó · h2 blanques peó · g1 blanques rei | g8 negres rei · a7 negres peó · b7 blanques torre · g7 negres peó · f6 negres peó · h6 negres peó · f5 blanques peó · a3 negres torre · g2 blanques peó · h2 blanques peó · g1 blanques rei | g8 negres rei · a7 negres peó · b7 blanques torre · g7 negres peó · f6 negres peó · h6 negres peó · f5 blanques peó · a3 negres torre · g2 blanques peó · h2 blanques peó · g1 blanques rei | g8 negres rei · a7 negres peó · b7 blanques torre · g7 negres peó · f6 negres peó · h6 negres peó · f5 blanques peó · a3 negres torre · g2 blanques peó · h2 blanques peó · g1 blanques rei | 8 |
| 7 | g8 negres rei · a7 negres peó · b7 blanques torre · g7 negres peó · f6 negres peó · h6 negres peó · f5 blanques peó · a3 negres torre · g2 blanques peó · h2 blanques peó · g1 blanques rei | g8 negres rei · a7 negres peó · b7 blanques torre · g7 negres peó · f6 negres peó · h6 negres peó · f5 blanques peó · a3 negres torre · g2 blanques peó · h2 blanques peó · g1 blanques rei | g8 negres rei · a7 negres peó · b7 blanques torre · g7 negres peó · f6 negres peó · h6 negres peó · f5 blanques peó · a3 negres torre · g2 blanques peó · h2 blanques peó · g1 blanques rei | g8 negres rei · a7 negres peó · b7 blanques torre · g7 negres peó · f6 negres peó · h6 negres peó · f5 blanques peó · a3 negres torre · g2 blanques peó · h2 blanques peó · g1 blanques rei | g8 negres rei · a7 negres peó · b7 blanques torre · g7 negres peó · f6 negres peó · h6 negres peó · f5 blanques peó · a3 negres torre · g2 blanques peó · h2 blanques peó · g1 blanques rei | g8 negres rei · a7 negres peó · b7 blanques torre · g7 negres peó · f6 negres peó · h6 negres peó · f5 blanques peó · a3 negres torre · g2 blanques peó · h2 blanques peó · g1 blanques rei | g8 negres rei · a7 negres peó · b7 blanques torre · g7 negres peó · f6 negres peó · h6 negres peó · f5 blanques peó · a3 negres torre · g2 blanques peó · h2 blanques peó · g1 blanques rei | g8 negres rei · a7 negres peó · b7 blanques torre · g7 negres peó · f6 negres peó · h6 negres peó · f5 blanques peó · a3 negres torre · g2 blanques peó · h2 blanques peó · g1 blanques rei | 7 |
| 6 | g8 negres rei · a7 negres peó · b7 blanques torre · g7 negres peó · f6 negres peó · h6 negres peó · f5 blanques peó · a3 negres torre · g2 blanques peó · h2 blanques peó · g1 blanques rei | g8 negres rei · a7 negres peó · b7 blanques torre · g7 negres peó · f6 negres peó · h6 negres peó · f5 blanques peó · a3 negres torre · g2 blanques peó · h2 blanques peó · g1 blanques rei | g8 negres rei · a7 negres peó · b7 blanques torre · g7 negres peó · f6 negres peó · h6 negres peó · f5 blanques peó · a3 negres torre · g2 blanques peó · h2 blanques peó · g1 blanques rei | g8 negres rei · a7 negres peó · b7 blanques torre · g7 negres peó · f6 negres peó · h6 negres peó · f5 blanques peó · a3 negres torre · g2 blanques peó · h2 blanques peó · g1 blanques rei | g8 negres rei · a7 negres peó · b7 blanques torre · g7 negres peó · f6 negres peó · h6 negres peó · f5 blanques peó · a3 negres torre · g2 blanques peó · h2 blanques peó · g1 blanques rei | g8 negres rei · a7 negres peó · b7 blanques torre · g7 negres peó · f6 negres peó · h6 negres peó · f5 blanques peó · a3 negres torre · g2 blanques peó · h2 blanques peó · g1 blanques rei | g8 negres rei · a7 negres peó · b7 blanques torre · g7 negres peó · f6 negres peó · h6 negres peó · f5 blanques peó · a3 negres torre · g2 blanques peó · h2 blanques peó · g1 blanques rei | g8 negres rei · a7 negres peó · b7 blanques torre · g7 negres peó · f6 negres peó · h6 negres peó · f5 blanques peó · a3 negres torre · g2 blanques peó · h2 blanques peó · g1 blanques rei | 6 |
| 5 | g8 negres rei · a7 negres peó · b7 blanques torre · g7 negres peó · f6 negres peó · h6 negres peó · f5 blanques peó · a3 negres torre · g2 blanques peó · h2 blanques peó · g1 blanques rei | g8 negres rei · a7 negres peó · b7 blanques torre · g7 negres peó · f6 negres peó · h6 negres peó · f5 blanques peó · a3 negres torre · g2 blanques peó · h2 blanques peó · g1 blanques rei | g8 negres rei · a7 negres peó · b7 blanques torre · g7 negres peó · f6 negres peó · h6 negres peó · f5 blanques peó · a3 negres torre · g2 blanques peó · h2 blanques peó · g1 blanques rei | g8 negres rei · a7 negres peó · b7 blanques torre · g7 negres peó · f6 negres peó · h6 negres peó · f5 blanques peó · a3 negres torre · g2 blanques peó · h2 blanques peó · g1 blanques rei | g8 negres rei · a7 negres peó · b7 blanques torre · g7 negres peó · f6 negres peó · h6 negres peó · f5 blanques peó · a3 negres torre · g2 blanques peó · h2 blanques peó · g1 blanques rei | g8 negres rei · a7 negres peó · b7 blanques torre · g7 negres peó · f6 negres peó · h6 negres peó · f5 blanques peó · a3 negres torre · g2 blanques peó · h2 blanques peó · g1 blanques rei | g8 negres rei · a7 negres peó · b7 blanques torre · g7 negres peó · f6 negres peó · h6 negres peó · f5 blanques peó · a3 negres torre · g2 blanques peó · h2 blanques peó · g1 blanques rei | g8 negres rei · a7 negres peó · b7 blanques torre · g7 negres peó · f6 negres peó · h6 negres peó · f5 blanques peó · a3 negres torre · g2 blanques peó · h2 blanques peó · g1 blanques rei | 5 |
| 4 | g8 negres rei · a7 negres peó · b7 blanques torre · g7 negres peó · f6 negres peó · h6 negres peó · f5 blanques peó · a3 negres torre · g2 blanques peó · h2 blanques peó · g1 blanques rei | g8 negres rei · a7 negres peó · b7 blanques torre · g7 negres peó · f6 negres peó · h6 negres peó · f5 blanques peó · a3 negres torre · g2 blanques peó · h2 blanques peó · g1 blanques rei | g8 negres rei · a7 negres peó · b7 blanques torre · g7 negres peó · f6 negres peó · h6 negres peó · f5 blanques peó · a3 negres torre · g2 blanques peó · h2 blanques peó · g1 blanques rei | g8 negres rei · a7 negres peó · b7 blanques torre · g7 negres peó · f6 negres peó · h6 negres peó · f5 blanques peó · a3 negres torre · g2 blanques peó · h2 blanques peó · g1 blanques rei | g8 negres rei · a7 negres peó · b7 blanques torre · g7 negres peó · f6 negres peó · h6 negres peó · f5 blanques peó · a3 negres torre · g2 blanques peó · h2 blanques peó · g1 blanques rei | g8 negres rei · a7 negres peó · b7 blanques torre · g7 negres peó · f6 negres peó · h6 negres peó · f5 blanques peó · a3 negres torre · g2 blanques peó · h2 blanques peó · g1 blanques rei | g8 negres rei · a7 negres peó · b7 blanques torre · g7 negres peó · f6 negres peó · h6 negres peó · f5 blanques peó · a3 negres torre · g2 blanques peó · h2 blanques peó · g1 blanques rei | g8 negres rei · a7 negres peó · b7 blanques torre · g7 negres peó · f6 negres peó · h6 negres peó · f5 blanques peó · a3 negres torre · g2 blanques peó · h2 blanques peó · g1 blanques rei | 4 |
| 3 | g8 negres rei · a7 negres peó · b7 blanques torre · g7 negres peó · f6 negres peó · h6 negres peó · f5 blanques peó · a3 negres torre · g2 blanques peó · h2 blanques peó · g1 blanques rei | g8 negres rei · a7 negres peó · b7 blanques torre · g7 negres peó · f6 negres peó · h6 negres peó · f5 blanques peó · a3 negres torre · g2 blanques peó · h2 blanques peó · g1 blanques rei | g8 negres rei · a7 negres peó · b7 blanques torre · g7 negres peó · f6 negres peó · h6 negres peó · f5 blanques peó · a3 negres torre · g2 blanques peó · h2 blanques peó · g1 blanques rei | g8 negres rei · a7 negres peó · b7 blanques torre · g7 negres peó · f6 negres peó · h6 negres peó · f5 blanques peó · a3 negres torre · g2 blanques peó · h2 blanques peó · g1 blanques rei | g8 negres rei · a7 negres peó · b7 blanques torre · g7 negres peó · f6 negres peó · h6 negres peó · f5 blanques peó · a3 negres torre · g2 blanques peó · h2 blanques peó · g1 blanques rei | g8 negres rei · a7 negres peó · b7 blanques torre · g7 negres peó · f6 negres peó · h6 negres peó · f5 blanques peó · a3 negres torre · g2 blanques peó · h2 blanques peó · g1 blanques rei | g8 negres rei · a7 negres peó · b7 blanques torre · g7 negres peó · f6 negres peó · h6 negres peó · f5 blanques peó · a3 negres torre · g2 blanques peó · h2 blanques peó · g1 blanques rei | g8 negres rei · a7 negres peó · b7 blanques torre · g7 negres peó · f6 negres peó · h6 negres peó · f5 blanques peó · a3 negres torre · g2 blanques peó · h2 blanques peó · g1 blanques rei | 3 |
| 2 | g8 negres rei · a7 negres peó · b7 blanques torre · g7 negres peó · f6 negres peó · h6 negres peó · f5 blanques peó · a3 negres torre · g2 blanques peó · h2 blanques peó · g1 blanques rei | g8 negres rei · a7 negres peó · b7 blanques torre · g7 negres peó · f6 negres peó · h6 negres peó · f5 blanques peó · a3 negres torre · g2 blanques peó · h2 blanques peó · g1 blanques rei | g8 negres rei · a7 negres peó · b7 blanques torre · g7 negres peó · f6 negres peó · h6 negres peó · f5 blanques peó · a3 negres torre · g2 blanques peó · h2 blanques peó · g1 blanques rei | g8 negres rei · a7 negres peó · b7 blanques torre · g7 negres peó · f6 negres peó · h6 negres peó · f5 blanques peó · a3 negres torre · g2 blanques peó · h2 blanques peó · g1 blanques rei | g8 negres rei · a7 negres peó · b7 blanques torre · g7 negres peó · f6 negres peó · h6 negres peó · f5 blanques peó · a3 negres torre · g2 blanques peó · h2 blanques peó · g1 blanques rei | g8 negres rei · a7 negres peó · b7 blanques torre · g7 negres peó · f6 negres peó · h6 negres peó · f5 blanques peó · a3 negres torre · g2 blanques peó · h2 blanques peó · g1 blanques rei | g8 negres rei · a7 negres peó · b7 blanques torre · g7 negres peó · f6 negres peó · h6 negres peó · f5 blanques peó · a3 negres torre · g2 blanques peó · h2 blanques peó · g1 blanques rei | g8 negres rei · a7 negres peó · b7 blanques torre · g7 negres peó · f6 negres peó · h6 negres peó · f5 blanques peó · a3 negres torre · g2 blanques peó · h2 blanques peó · g1 blanques rei | 2 |
| 1 | g8 negres rei · a7 negres peó · b7 blanques torre · g7 negres peó · f6 negres peó · h6 negres peó · f5 blanques peó · a3 negres torre · g2 blanques peó · h2 blanques peó · g1 blanques rei | g8 negres rei · a7 negres peó · b7 blanques torre · g7 negres peó · f6 negres peó · h6 negres peó · f5 blanques peó · a3 negres torre · g2 blanques peó · h2 blanques peó · g1 blanques rei | g8 negres rei · a7 negres peó · b7 blanques torre · g7 negres peó · f6 negres peó · h6 negres peó · f5 blanques peó · a3 negres torre · g2 blanques peó · h2 blanques peó · g1 blanques rei | g8 negres rei · a7 negres peó · b7 blanques torre · g7 negres peó · f6 negres peó · h6 negres peó · f5 blanques peó · a3 negres torre · g2 blanques peó · h2 blanques peó · g1 blanques rei | g8 negres rei · a7 negres peó · b7 blanques torre · g7 negres peó · f6 negres peó · h6 negres peó · f5 blanques peó · a3 negres torre · g2 blanques peó · h2 blanques peó · g1 blanques rei | g8 negres rei · a7 negres peó · b7 blanques torre · g7 negres peó · f6 negres peó · h6 negres peó · f5 blanques peó · a3 negres torre · g2 blanques peó · h2 blanques peó · g1 blanques rei | g8 negres rei · a7 negres peó · b7 blanques torre · g7 negres peó · f6 negres peó · h6 negres peó · f5 blanques peó · a3 negres torre · g2 blanques peó · h2 blanques peó · g1 blanques rei | g8 negres rei · a7 negres peó · b7 blanques torre · g7 negres peó · f6 negres peó · h6 negres peó · f5 blanques peó · a3 negres torre · g2 blanques peó · h2 blanques peó · g1 blanques rei | 1 |
|   | a | b | c | d | e | f | g | h |   |

En aquesta partida entre Viswanathan Anand i Vladímir Kràmnik pertanyent al Campionat del món d'escacs de 2007, La torre de les negres està al davant del peó passat, la torre de les blanques se situarà darrere del peó:
36. Rf2 h5
37. g3 a5
38. Ta7
Les negres avancen el peó fins a a2, però no podran fer res millor que canviar el peó passat i la torre per la torre de les blanques, portant a un final de rei i peó que acaba en taules en el moviment 65 (Benko 2008:49).
|   | a | b | c | d | e | f | g | h |   |
| 8 | a8 blanques torre · a6 blanques peó · f6 negres peó · g6 negres peó · h5 negres peó · e4 negres rei · h4 blanques peó · a3 negres torre · g3 blanques peó · e2 blanques rei · f2 blanques peó | a8 blanques torre · a6 blanques peó · f6 negres peó · g6 negres peó · h5 negres peó · e4 negres rei · h4 blanques peó · a3 negres torre · g3 blanques peó · e2 blanques rei · f2 blanques peó | a8 blanques torre · a6 blanques peó · f6 negres peó · g6 negres peó · h5 negres peó · e4 negres rei · h4 blanques peó · a3 negres torre · g3 blanques peó · e2 blanques rei · f2 blanques peó | a8 blanques torre · a6 blanques peó · f6 negres peó · g6 negres peó · h5 negres peó · e4 negres rei · h4 blanques peó · a3 negres torre · g3 blanques peó · e2 blanques rei · f2 blanques peó | a8 blanques torre · a6 blanques peó · f6 negres peó · g6 negres peó · h5 negres peó · e4 negres rei · h4 blanques peó · a3 negres torre · g3 blanques peó · e2 blanques rei · f2 blanques peó | a8 blanques torre · a6 blanques peó · f6 negres peó · g6 negres peó · h5 negres peó · e4 negres rei · h4 blanques peó · a3 negres torre · g3 blanques peó · e2 blanques rei · f2 blanques peó | a8 blanques torre · a6 blanques peó · f6 negres peó · g6 negres peó · h5 negres peó · e4 negres rei · h4 blanques peó · a3 negres torre · g3 blanques peó · e2 blanques rei · f2 blanques peó | a8 blanques torre · a6 blanques peó · f6 negres peó · g6 negres peó · h5 negres peó · e4 negres rei · h4 blanques peó · a3 negres torre · g3 blanques peó · e2 blanques rei · f2 blanques peó | 8 |
| 7 | a8 blanques torre · a6 blanques peó · f6 negres peó · g6 negres peó · h5 negres peó · e4 negres rei · h4 blanques peó · a3 negres torre · g3 blanques peó · e2 blanques rei · f2 blanques peó | a8 blanques torre · a6 blanques peó · f6 negres peó · g6 negres peó · h5 negres peó · e4 negres rei · h4 blanques peó · a3 negres torre · g3 blanques peó · e2 blanques rei · f2 blanques peó | a8 blanques torre · a6 blanques peó · f6 negres peó · g6 negres peó · h5 negres peó · e4 negres rei · h4 blanques peó · a3 negres torre · g3 blanques peó · e2 blanques rei · f2 blanques peó | a8 blanques torre · a6 blanques peó · f6 negres peó · g6 negres peó · h5 negres peó · e4 negres rei · h4 blanques peó · a3 negres torre · g3 blanques peó · e2 blanques rei · f2 blanques peó | a8 blanques torre · a6 blanques peó · f6 negres peó · g6 negres peó · h5 negres peó · e4 negres rei · h4 blanques peó · a3 negres torre · g3 blanques peó · e2 blanques rei · f2 blanques peó | a8 blanques torre · a6 blanques peó · f6 negres peó · g6 negres peó · h5 negres peó · e4 negres rei · h4 blanques peó · a3 negres torre · g3 blanques peó · e2 blanques rei · f2 blanques peó | a8 blanques torre · a6 blanques peó · f6 negres peó · g6 negres peó · h5 negres peó · e4 negres rei · h4 blanques peó · a3 negres torre · g3 blanques peó · e2 blanques rei · f2 blanques peó | a8 blanques torre · a6 blanques peó · f6 negres peó · g6 negres peó · h5 negres peó · e4 negres rei · h4 blanques peó · a3 negres torre · g3 blanques peó · e2 blanques rei · f2 blanques peó | 7 |
| 6 | a8 blanques torre · a6 blanques peó · f6 negres peó · g6 negres peó · h5 negres peó · e4 negres rei · h4 blanques peó · a3 negres torre · g3 blanques peó · e2 blanques rei · f2 blanques peó | a8 blanques torre · a6 blanques peó · f6 negres peó · g6 negres peó · h5 negres peó · e4 negres rei · h4 blanques peó · a3 negres torre · g3 blanques peó · e2 blanques rei · f2 blanques peó | a8 blanques torre · a6 blanques peó · f6 negres peó · g6 negres peó · h5 negres peó · e4 negres rei · h4 blanques peó · a3 negres torre · g3 blanques peó · e2 blanques rei · f2 blanques peó | a8 blanques torre · a6 blanques peó · f6 negres peó · g6 negres peó · h5 negres peó · e4 negres rei · h4 blanques peó · a3 negres torre · g3 blanques peó · e2 blanques rei · f2 blanques peó | a8 blanques torre · a6 blanques peó · f6 negres peó · g6 negres peó · h5 negres peó · e4 negres rei · h4 blanques peó · a3 negres torre · g3 blanques peó · e2 blanques rei · f2 blanques peó | a8 blanques torre · a6 blanques peó · f6 negres peó · g6 negres peó · h5 negres peó · e4 negres rei · h4 blanques peó · a3 negres torre · g3 blanques peó · e2 blanques rei · f2 blanques peó | a8 blanques torre · a6 blanques peó · f6 negres peó · g6 negres peó · h5 negres peó · e4 negres rei · h4 blanques peó · a3 negres torre · g3 blanques peó · e2 blanques rei · f2 blanques peó | a8 blanques torre · a6 blanques peó · f6 negres peó · g6 negres peó · h5 negres peó · e4 negres rei · h4 blanques peó · a3 negres torre · g3 blanques peó · e2 blanques rei · f2 blanques peó | 6 |
| 5 | a8 blanques torre · a6 blanques peó · f6 negres peó · g6 negres peó · h5 negres peó · e4 negres rei · h4 blanques peó · a3 negres torre · g3 blanques peó · e2 blanques rei · f2 blanques peó | a8 blanques torre · a6 blanques peó · f6 negres peó · g6 negres peó · h5 negres peó · e4 negres rei · h4 blanques peó · a3 negres torre · g3 blanques peó · e2 blanques rei · f2 blanques peó | a8 blanques torre · a6 blanques peó · f6 negres peó · g6 negres peó · h5 negres peó · e4 negres rei · h4 blanques peó · a3 negres torre · g3 blanques peó · e2 blanques rei · f2 blanques peó | a8 blanques torre · a6 blanques peó · f6 negres peó · g6 negres peó · h5 negres peó · e4 negres rei · h4 blanques peó · a3 negres torre · g3 blanques peó · e2 blanques rei · f2 blanques peó | a8 blanques torre · a6 blanques peó · f6 negres peó · g6 negres peó · h5 negres peó · e4 negres rei · h4 blanques peó · a3 negres torre · g3 blanques peó · e2 blanques rei · f2 blanques peó | a8 blanques torre · a6 blanques peó · f6 negres peó · g6 negres peó · h5 negres peó · e4 negres rei · h4 blanques peó · a3 negres torre · g3 blanques peó · e2 blanques rei · f2 blanques peó | a8 blanques torre · a6 blanques peó · f6 negres peó · g6 negres peó · h5 negres peó · e4 negres rei · h4 blanques peó · a3 negres torre · g3 blanques peó · e2 blanques rei · f2 blanques peó | a8 blanques torre · a6 blanques peó · f6 negres peó · g6 negres peó · h5 negres peó · e4 negres rei · h4 blanques peó · a3 negres torre · g3 blanques peó · e2 blanques rei · f2 blanques peó | 5 |
| 4 | a8 blanques torre · a6 blanques peó · f6 negres peó · g6 negres peó · h5 negres peó · e4 negres rei · h4 blanques peó · a3 negres torre · g3 blanques peó · e2 blanques rei · f2 blanques peó | a8 blanques torre · a6 blanques peó · f6 negres peó · g6 negres peó · h5 negres peó · e4 negres rei · h4 blanques peó · a3 negres torre · g3 blanques peó · e2 blanques rei · f2 blanques peó | a8 blanques torre · a6 blanques peó · f6 negres peó · g6 negres peó · h5 negres peó · e4 negres rei · h4 blanques peó · a3 negres torre · g3 blanques peó · e2 blanques rei · f2 blanques peó | a8 blanques torre · a6 blanques peó · f6 negres peó · g6 negres peó · h5 negres peó · e4 negres rei · h4 blanques peó · a3 negres torre · g3 blanques peó · e2 blanques rei · f2 blanques peó | a8 blanques torre · a6 blanques peó · f6 negres peó · g6 negres peó · h5 negres peó · e4 negres rei · h4 blanques peó · a3 negres torre · g3 blanques peó · e2 blanques rei · f2 blanques peó | a8 blanques torre · a6 blanques peó · f6 negres peó · g6 negres peó · h5 negres peó · e4 negres rei · h4 blanques peó · a3 negres torre · g3 blanques peó · e2 blanques rei · f2 blanques peó | a8 blanques torre · a6 blanques peó · f6 negres peó · g6 negres peó · h5 negres peó · e4 negres rei · h4 blanques peó · a3 negres torre · g3 blanques peó · e2 blanques rei · f2 blanques peó | a8 blanques torre · a6 blanques peó · f6 negres peó · g6 negres peó · h5 negres peó · e4 negres rei · h4 blanques peó · a3 negres torre · g3 blanques peó · e2 blanques rei · f2 blanques peó | 4 |
| 3 | a8 blanques torre · a6 blanques peó · f6 negres peó · g6 negres peó · h5 negres peó · e4 negres rei · h4 blanques peó · a3 negres torre · g3 blanques peó · e2 blanques rei · f2 blanques peó | a8 blanques torre · a6 blanques peó · f6 negres peó · g6 negres peó · h5 negres peó · e4 negres rei · h4 blanques peó · a3 negres torre · g3 blanques peó · e2 blanques rei · f2 blanques peó | a8 blanques torre · a6 blanques peó · f6 negres peó · g6 negres peó · h5 negres peó · e4 negres rei · h4 blanques peó · a3 negres torre · g3 blanques peó · e2 blanques rei · f2 blanques peó | a8 blanques torre · a6 blanques peó · f6 negres peó · g6 negres peó · h5 negres peó · e4 negres rei · h4 blanques peó · a3 negres torre · g3 blanques peó · e2 blanques rei · f2 blanques peó | a8 blanques torre · a6 blanques peó · f6 negres peó · g6 negres peó · h5 negres peó · e4 negres rei · h4 blanques peó · a3 negres torre · g3 blanques peó · e2 blanques rei · f2 blanques peó | a8 blanques torre · a6 blanques peó · f6 negres peó · g6 negres peó · h5 negres peó · e4 negres rei · h4 blanques peó · a3 negres torre · g3 blanques peó · e2 blanques rei · f2 blanques peó | a8 blanques torre · a6 blanques peó · f6 negres peó · g6 negres peó · h5 negres peó · e4 negres rei · h4 blanques peó · a3 negres torre · g3 blanques peó · e2 blanques rei · f2 blanques peó | a8 blanques torre · a6 blanques peó · f6 negres peó · g6 negres peó · h5 negres peó · e4 negres rei · h4 blanques peó · a3 negres torre · g3 blanques peó · e2 blanques rei · f2 blanques peó | 3 |
| 2 | a8 blanques torre · a6 blanques peó · f6 negres peó · g6 negres peó · h5 negres peó · e4 negres rei · h4 blanques peó · a3 negres torre · g3 blanques peó · e2 blanques rei · f2 blanques peó | a8 blanques torre · a6 blanques peó · f6 negres peó · g6 negres peó · h5 negres peó · e4 negres rei · h4 blanques peó · a3 negres torre · g3 blanques peó · e2 blanques rei · f2 blanques peó | a8 blanques torre · a6 blanques peó · f6 negres peó · g6 negres peó · h5 negres peó · e4 negres rei · h4 blanques peó · a3 negres torre · g3 blanques peó · e2 blanques rei · f2 blanques peó | a8 blanques torre · a6 blanques peó · f6 negres peó · g6 negres peó · h5 negres peó · e4 negres rei · h4 blanques peó · a3 negres torre · g3 blanques peó · e2 blanques rei · f2 blanques peó | a8 blanques torre · a6 blanques peó · f6 negres peó · g6 negres peó · h5 negres peó · e4 negres rei · h4 blanques peó · a3 negres torre · g3 blanques peó · e2 blanques rei · f2 blanques peó | a8 blanques torre · a6 blanques peó · f6 negres peó · g6 negres peó · h5 negres peó · e4 negres rei · h4 blanques peó · a3 negres torre · g3 blanques peó · e2 blanques rei · f2 blanques peó | a8 blanques torre · a6 blanques peó · f6 negres peó · g6 negres peó · h5 negres peó · e4 negres rei · h4 blanques peó · a3 negres torre · g3 blanques peó · e2 blanques rei · f2 blanques peó | a8 blanques torre · a6 blanques peó · f6 negres peó · g6 negres peó · h5 negres peó · e4 negres rei · h4 blanques peó · a3 negres torre · g3 blanques peó · e2 blanques rei · f2 blanques peó | 2 |
| 1 | a8 blanques torre · a6 blanques peó · f6 negres peó · g6 negres peó · h5 negres peó · e4 negres rei · h4 blanques peó · a3 negres torre · g3 blanques peó · e2 blanques rei · f2 blanques peó | a8 blanques torre · a6 blanques peó · f6 negres peó · g6 negres peó · h5 negres peó · e4 negres rei · h4 blanques peó · a3 negres torre · g3 blanques peó · e2 blanques rei · f2 blanques peó | a8 blanques torre · a6 blanques peó · f6 negres peó · g6 negres peó · h5 negres peó · e4 negres rei · h4 blanques peó · a3 negres torre · g3 blanques peó · e2 blanques rei · f2 blanques peó | a8 blanques torre · a6 blanques peó · f6 negres peó · g6 negres peó · h5 negres peó · e4 negres rei · h4 blanques peó · a3 negres torre · g3 blanques peó · e2 blanques rei · f2 blanques peó | a8 blanques torre · a6 blanques peó · f6 negres peó · g6 negres peó · h5 negres peó · e4 negres rei · h4 blanques peó · a3 negres torre · g3 blanques peó · e2 blanques rei · f2 blanques peó | a8 blanques torre · a6 blanques peó · f6 negres peó · g6 negres peó · h5 negres peó · e4 negres rei · h4 blanques peó · a3 negres torre · g3 blanques peó · e2 blanques rei · f2 blanques peó | a8 blanques torre · a6 blanques peó · f6 negres peó · g6 negres peó · h5 negres peó · e4 negres rei · h4 blanques peó · a3 negres torre · g3 blanques peó · e2 blanques rei · f2 blanques peó | a8 blanques torre · a6 blanques peó · f6 negres peó · g6 negres peó · h5 negres peó · e4 negres rei · h4 blanques peó · a3 negres torre · g3 blanques peó · e2 blanques rei · f2 blanques peó | 1 |
|   | a | b | c | d | e | f | g | h |   |

En la posició de la partida entre Wolfgang Unzicker i Erik Lundin, les blanques juguen i guanyen, de totes maneres 48. f3+! és l'única jugada guanyadora. Si el peó de les negres encara fos a f7, el rei de les negres podria retrocedir a f6 o g7 i la posició llavores seria taules. (Si 48. a7? Ta2+ i 49... Rf3 taules.)

#### Una nova anàlisi
|   | a | b | c | d | e | f | g | h |   |
| 8 | g7 negres rei · h7 negres peó · g6 negres peó · a5 blanques torre · f5 negres peó · a4 blanques peó · a3 negres torre · g3 blanques peó · h3 blanques peó · f2 blanques peó · g2 blanques rei | g7 negres rei · h7 negres peó · g6 negres peó · a5 blanques torre · f5 negres peó · a4 blanques peó · a3 negres torre · g3 blanques peó · h3 blanques peó · f2 blanques peó · g2 blanques rei | g7 negres rei · h7 negres peó · g6 negres peó · a5 blanques torre · f5 negres peó · a4 blanques peó · a3 negres torre · g3 blanques peó · h3 blanques peó · f2 blanques peó · g2 blanques rei | g7 negres rei · h7 negres peó · g6 negres peó · a5 blanques torre · f5 negres peó · a4 blanques peó · a3 negres torre · g3 blanques peó · h3 blanques peó · f2 blanques peó · g2 blanques rei | g7 negres rei · h7 negres peó · g6 negres peó · a5 blanques torre · f5 negres peó · a4 blanques peó · a3 negres torre · g3 blanques peó · h3 blanques peó · f2 blanques peó · g2 blanques rei | g7 negres rei · h7 negres peó · g6 negres peó · a5 blanques torre · f5 negres peó · a4 blanques peó · a3 negres torre · g3 blanques peó · h3 blanques peó · f2 blanques peó · g2 blanques rei | g7 negres rei · h7 negres peó · g6 negres peó · a5 blanques torre · f5 negres peó · a4 blanques peó · a3 negres torre · g3 blanques peó · h3 blanques peó · f2 blanques peó · g2 blanques rei | g7 negres rei · h7 negres peó · g6 negres peó · a5 blanques torre · f5 negres peó · a4 blanques peó · a3 negres torre · g3 blanques peó · h3 blanques peó · f2 blanques peó · g2 blanques rei | 8 |
| 7 | g7 negres rei · h7 negres peó · g6 negres peó · a5 blanques torre · f5 negres peó · a4 blanques peó · a3 negres torre · g3 blanques peó · h3 blanques peó · f2 blanques peó · g2 blanques rei | g7 negres rei · h7 negres peó · g6 negres peó · a5 blanques torre · f5 negres peó · a4 blanques peó · a3 negres torre · g3 blanques peó · h3 blanques peó · f2 blanques peó · g2 blanques rei | g7 negres rei · h7 negres peó · g6 negres peó · a5 blanques torre · f5 negres peó · a4 blanques peó · a3 negres torre · g3 blanques peó · h3 blanques peó · f2 blanques peó · g2 blanques rei | g7 negres rei · h7 negres peó · g6 negres peó · a5 blanques torre · f5 negres peó · a4 blanques peó · a3 negres torre · g3 blanques peó · h3 blanques peó · f2 blanques peó · g2 blanques rei | g7 negres rei · h7 negres peó · g6 negres peó · a5 blanques torre · f5 negres peó · a4 blanques peó · a3 negres torre · g3 blanques peó · h3 blanques peó · f2 blanques peó · g2 blanques rei | g7 negres rei · h7 negres peó · g6 negres peó · a5 blanques torre · f5 negres peó · a4 blanques peó · a3 negres torre · g3 blanques peó · h3 blanques peó · f2 blanques peó · g2 blanques rei | g7 negres rei · h7 negres peó · g6 negres peó · a5 blanques torre · f5 negres peó · a4 blanques peó · a3 negres torre · g3 blanques peó · h3 blanques peó · f2 blanques peó · g2 blanques rei | g7 negres rei · h7 negres peó · g6 negres peó · a5 blanques torre · f5 negres peó · a4 blanques peó · a3 negres torre · g3 blanques peó · h3 blanques peó · f2 blanques peó · g2 blanques rei | 7 |
| 6 | g7 negres rei · h7 negres peó · g6 negres peó · a5 blanques torre · f5 negres peó · a4 blanques peó · a3 negres torre · g3 blanques peó · h3 blanques peó · f2 blanques peó · g2 blanques rei | g7 negres rei · h7 negres peó · g6 negres peó · a5 blanques torre · f5 negres peó · a4 blanques peó · a3 negres torre · g3 blanques peó · h3 blanques peó · f2 blanques peó · g2 blanques rei | g7 negres rei · h7 negres peó · g6 negres peó · a5 blanques torre · f5 negres peó · a4 blanques peó · a3 negres torre · g3 blanques peó · h3 blanques peó · f2 blanques peó · g2 blanques rei | g7 negres rei · h7 negres peó · g6 negres peó · a5 blanques torre · f5 negres peó · a4 blanques peó · a3 negres torre · g3 blanques peó · h3 blanques peó · f2 blanques peó · g2 blanques rei | g7 negres rei · h7 negres peó · g6 negres peó · a5 blanques torre · f5 negres peó · a4 blanques peó · a3 negres torre · g3 blanques peó · h3 blanques peó · f2 blanques peó · g2 blanques rei | g7 negres rei · h7 negres peó · g6 negres peó · a5 blanques torre · f5 negres peó · a4 blanques peó · a3 negres torre · g3 blanques peó · h3 blanques peó · f2 blanques peó · g2 blanques rei | g7 negres rei · h7 negres peó · g6 negres peó · a5 blanques torre · f5 negres peó · a4 blanques peó · a3 negres torre · g3 blanques peó · h3 blanques peó · f2 blanques peó · g2 blanques rei | g7 negres rei · h7 negres peó · g6 negres peó · a5 blanques torre · f5 negres peó · a4 blanques peó · a3 negres torre · g3 blanques peó · h3 blanques peó · f2 blanques peó · g2 blanques rei | 6 |
| 5 | g7 negres rei · h7 negres peó · g6 negres peó · a5 blanques torre · f5 negres peó · a4 blanques peó · a3 negres torre · g3 blanques peó · h3 blanques peó · f2 blanques peó · g2 blanques rei | g7 negres rei · h7 negres peó · g6 negres peó · a5 blanques torre · f5 negres peó · a4 blanques peó · a3 negres torre · g3 blanques peó · h3 blanques peó · f2 blanques peó · g2 blanques rei | g7 negres rei · h7 negres peó · g6 negres peó · a5 blanques torre · f5 negres peó · a4 blanques peó · a3 negres torre · g3 blanques peó · h3 blanques peó · f2 blanques peó · g2 blanques rei | g7 negres rei · h7 negres peó · g6 negres peó · a5 blanques torre · f5 negres peó · a4 blanques peó · a3 negres torre · g3 blanques peó · h3 blanques peó · f2 blanques peó · g2 blanques rei | g7 negres rei · h7 negres peó · g6 negres peó · a5 blanques torre · f5 negres peó · a4 blanques peó · a3 negres torre · g3 blanques peó · h3 blanques peó · f2 blanques peó · g2 blanques rei | g7 negres rei · h7 negres peó · g6 negres peó · a5 blanques torre · f5 negres peó · a4 blanques peó · a3 negres torre · g3 blanques peó · h3 blanques peó · f2 blanques peó · g2 blanques rei | g7 negres rei · h7 negres peó · g6 negres peó · a5 blanques torre · f5 negres peó · a4 blanques peó · a3 negres torre · g3 blanques peó · h3 blanques peó · f2 blanques peó · g2 blanques rei | g7 negres rei · h7 negres peó · g6 negres peó · a5 blanques torre · f5 negres peó · a4 blanques peó · a3 negres torre · g3 blanques peó · h3 blanques peó · f2 blanques peó · g2 blanques rei | 5 |
| 4 | g7 negres rei · h7 negres peó · g6 negres peó · a5 blanques torre · f5 negres peó · a4 blanques peó · a3 negres torre · g3 blanques peó · h3 blanques peó · f2 blanques peó · g2 blanques rei | g7 negres rei · h7 negres peó · g6 negres peó · a5 blanques torre · f5 negres peó · a4 blanques peó · a3 negres torre · g3 blanques peó · h3 blanques peó · f2 blanques peó · g2 blanques rei | g7 negres rei · h7 negres peó · g6 negres peó · a5 blanques torre · f5 negres peó · a4 blanques peó · a3 negres torre · g3 blanques peó · h3 blanques peó · f2 blanques peó · g2 blanques rei | g7 negres rei · h7 negres peó · g6 negres peó · a5 blanques torre · f5 negres peó · a4 blanques peó · a3 negres torre · g3 blanques peó · h3 blanques peó · f2 blanques peó · g2 blanques rei | g7 negres rei · h7 negres peó · g6 negres peó · a5 blanques torre · f5 negres peó · a4 blanques peó · a3 negres torre · g3 blanques peó · h3 blanques peó · f2 blanques peó · g2 blanques rei | g7 negres rei · h7 negres peó · g6 negres peó · a5 blanques torre · f5 negres peó · a4 blanques peó · a3 negres torre · g3 blanques peó · h3 blanques peó · f2 blanques peó · g2 blanques rei | g7 negres rei · h7 negres peó · g6 negres peó · a5 blanques torre · f5 negres peó · a4 blanques peó · a3 negres torre · g3 blanques peó · h3 blanques peó · f2 blanques peó · g2 blanques rei | g7 negres rei · h7 negres peó · g6 negres peó · a5 blanques torre · f5 negres peó · a4 blanques peó · a3 negres torre · g3 blanques peó · h3 blanques peó · f2 blanques peó · g2 blanques rei | 4 |
| 3 | g7 negres rei · h7 negres peó · g6 negres peó · a5 blanques torre · f5 negres peó · a4 blanques peó · a3 negres torre · g3 blanques peó · h3 blanques peó · f2 blanques peó · g2 blanques rei | g7 negres rei · h7 negres peó · g6 negres peó · a5 blanques torre · f5 negres peó · a4 blanques peó · a3 negres torre · g3 blanques peó · h3 blanques peó · f2 blanques peó · g2 blanques rei | g7 negres rei · h7 negres peó · g6 negres peó · a5 blanques torre · f5 negres peó · a4 blanques peó · a3 negres torre · g3 blanques peó · h3 blanques peó · f2 blanques peó · g2 blanques rei | g7 negres rei · h7 negres peó · g6 negres peó · a5 blanques torre · f5 negres peó · a4 blanques peó · a3 negres torre · g3 blanques peó · h3 blanques peó · f2 blanques peó · g2 blanques rei | g7 negres rei · h7 negres peó · g6 negres peó · a5 blanques torre · f5 negres peó · a4 blanques peó · a3 negres torre · g3 blanques peó · h3 blanques peó · f2 blanques peó · g2 blanques rei | g7 negres rei · h7 negres peó · g6 negres peó · a5 blanques torre · f5 negres peó · a4 blanques peó · a3 negres torre · g3 blanques peó · h3 blanques peó · f2 blanques peó · g2 blanques rei | g7 negres rei · h7 negres peó · g6 negres peó · a5 blanques torre · f5 negres peó · a4 blanques peó · a3 negres torre · g3 blanques peó · h3 blanques peó · f2 blanques peó · g2 blanques rei | g7 negres rei · h7 negres peó · g6 negres peó · a5 blanques torre · f5 negres peó · a4 blanques peó · a3 negres torre · g3 blanques peó · h3 blanques peó · f2 blanques peó · g2 blanques rei | 3 |
| 2 | g7 negres rei · h7 negres peó · g6 negres peó · a5 blanques torre · f5 negres peó · a4 blanques peó · a3 negres torre · g3 blanques peó · h3 blanques peó · f2 blanques peó · g2 blanques rei | g7 negres rei · h7 negres peó · g6 negres peó · a5 blanques torre · f5 negres peó · a4 blanques peó · a3 negres torre · g3 blanques peó · h3 blanques peó · f2 blanques peó · g2 blanques rei | g7 negres rei · h7 negres peó · g6 negres peó · a5 blanques torre · f5 negres peó · a4 blanques peó · a3 negres torre · g3 blanques peó · h3 blanques peó · f2 blanques peó · g2 blanques rei | g7 negres rei · h7 negres peó · g6 negres peó · a5 blanques torre · f5 negres peó · a4 blanques peó · a3 negres torre · g3 blanques peó · h3 blanques peó · f2 blanques peó · g2 blanques rei | g7 negres rei · h7 negres peó · g6 negres peó · a5 blanques torre · f5 negres peó · a4 blanques peó · a3 negres torre · g3 blanques peó · h3 blanques peó · f2 blanques peó · g2 blanques rei | g7 negres rei · h7 negres peó · g6 negres peó · a5 blanques torre · f5 negres peó · a4 blanques peó · a3 negres torre · g3 blanques peó · h3 blanques peó · f2 blanques peó · g2 blanques rei | g7 negres rei · h7 negres peó · g6 negres peó · a5 blanques torre · f5 negres peó · a4 blanques peó · a3 negres torre · g3 blanques peó · h3 blanques peó · f2 blanques peó · g2 blanques rei | g7 negres rei · h7 negres peó · g6 negres peó · a5 blanques torre · f5 negres peó · a4 blanques peó · a3 negres torre · g3 blanques peó · h3 blanques peó · f2 blanques peó · g2 blanques rei | 2 |
| 1 | g7 negres rei · h7 negres peó · g6 negres peó · a5 blanques torre · f5 negres peó · a4 blanques peó · a3 negres torre · g3 blanques peó · h3 blanques peó · f2 blanques peó · g2 blanques rei | g7 negres rei · h7 negres peó · g6 negres peó · a5 blanques torre · f5 negres peó · a4 blanques peó · a3 negres torre · g3 blanques peó · h3 blanques peó · f2 blanques peó · g2 blanques rei | g7 negres rei · h7 negres peó · g6 negres peó · a5 blanques torre · f5 negres peó · a4 blanques peó · a3 negres torre · g3 blanques peó · h3 blanques peó · f2 blanques peó · g2 blanques rei | g7 negres rei · h7 negres peó · g6 negres peó · a5 blanques torre · f5 negres peó · a4 blanques peó · a3 negres torre · g3 blanques peó · h3 blanques peó · f2 blanques peó · g2 blanques rei | g7 negres rei · h7 negres peó · g6 negres peó · a5 blanques torre · f5 negres peó · a4 blanques peó · a3 negres torre · g3 blanques peó · h3 blanques peó · f2 blanques peó · g2 blanques rei | g7 negres rei · h7 negres peó · g6 negres peó · a5 blanques torre · f5 negres peó · a4 blanques peó · a3 negres torre · g3 blanques peó · h3 blanques peó · f2 blanques peó · g2 blanques rei | g7 negres rei · h7 negres peó · g6 negres peó · a5 blanques torre · f5 negres peó · a4 blanques peó · a3 negres torre · g3 blanques peó · h3 blanques peó · f2 blanques peó · g2 blanques rei | g7 negres rei · h7 negres peó · g6 negres peó · a5 blanques torre · f5 negres peó · a4 blanques peó · a3 negres torre · g3 blanques peó · h3 blanques peó · f2 blanques peó · g2 blanques rei | 1 |
|   | a | b | c | d | e | f | g | h |   |

La raó d'aquest tipus de posició va ser pensat durant molt de temps per ser unes taules fàcils pels següents motius:
1. Les blanques no poden avançar el peó a la setena fila, perquè seria privar al seu rei de qualsevol refugi
2. Per tant, les blanques ha d'avançar el seu peó només fins a la sisena fila, així el rei pot trobar refugi a a7.
3. L'única manera perquè les blanques guanyin és portar el seu rei a a7. Llavors poden jugar Tb8-b6, Rb7, a7 (amenaçant Ta6), forçant a les negres a entregar la seva torre pel peó.
4. Però mentre les blanques perden tot aquest temps, la torre de les negres poden capturar els peons del flanc de rei de les blanques, per després avançar els nous peons passats.
5. És ben conegut que les blanques fins i tot perden la batalla de la torre contra uns quants peons passats.
6. Així si les blanques intenten guanyar, podrien realment perdre.

Recents anàlisi teòrica d'aquesta posició demostra que les blanques tenen una forta maniobra:
1. Avançar el peó fins a la sisena fila
2. Portar el rei cap al flanc de dama
3. Quan la torre de les negres prengui un peó del flanc de rei, es posa la torre a la fila c per vigilar el peó, és a dir Tc7 i llavors avançar el peó a a7.
4. Portar la torre de les blanques a la columna a guanyant un temps. Així les negres es veuen obligades a sacrificar la torre pel peó de les blanques sense haver de moure el seu rei fins a a7. Aquests temps extres de més marquen la diferència entre guanyar i entaular o fins i tot perdre.[6]

Les negres han de jugar amb molta cura per fer taules, molt més que les taules fàcils que havien estat llargament pensades en aquest cas.
|   | a | b | c | d | e | f | g | h |   |
| 8 | a7 blanques torre · f7 negres peó · a6 blanques peó · e6 negres rei · g6 negres peó · h5 negres peó · h4 blanques peó · e3 blanques rei · g3 blanques peó · a2 negres torre · f2 blanques peó | a7 blanques torre · f7 negres peó · a6 blanques peó · e6 negres rei · g6 negres peó · h5 negres peó · h4 blanques peó · e3 blanques rei · g3 blanques peó · a2 negres torre · f2 blanques peó | a7 blanques torre · f7 negres peó · a6 blanques peó · e6 negres rei · g6 negres peó · h5 negres peó · h4 blanques peó · e3 blanques rei · g3 blanques peó · a2 negres torre · f2 blanques peó | a7 blanques torre · f7 negres peó · a6 blanques peó · e6 negres rei · g6 negres peó · h5 negres peó · h4 blanques peó · e3 blanques rei · g3 blanques peó · a2 negres torre · f2 blanques peó | a7 blanques torre · f7 negres peó · a6 blanques peó · e6 negres rei · g6 negres peó · h5 negres peó · h4 blanques peó · e3 blanques rei · g3 blanques peó · a2 negres torre · f2 blanques peó | a7 blanques torre · f7 negres peó · a6 blanques peó · e6 negres rei · g6 negres peó · h5 negres peó · h4 blanques peó · e3 blanques rei · g3 blanques peó · a2 negres torre · f2 blanques peó | a7 blanques torre · f7 negres peó · a6 blanques peó · e6 negres rei · g6 negres peó · h5 negres peó · h4 blanques peó · e3 blanques rei · g3 blanques peó · a2 negres torre · f2 blanques peó | a7 blanques torre · f7 negres peó · a6 blanques peó · e6 negres rei · g6 negres peó · h5 negres peó · h4 blanques peó · e3 blanques rei · g3 blanques peó · a2 negres torre · f2 blanques peó | 8 |
| 7 | a7 blanques torre · f7 negres peó · a6 blanques peó · e6 negres rei · g6 negres peó · h5 negres peó · h4 blanques peó · e3 blanques rei · g3 blanques peó · a2 negres torre · f2 blanques peó | a7 blanques torre · f7 negres peó · a6 blanques peó · e6 negres rei · g6 negres peó · h5 negres peó · h4 blanques peó · e3 blanques rei · g3 blanques peó · a2 negres torre · f2 blanques peó | a7 blanques torre · f7 negres peó · a6 blanques peó · e6 negres rei · g6 negres peó · h5 negres peó · h4 blanques peó · e3 blanques rei · g3 blanques peó · a2 negres torre · f2 blanques peó | a7 blanques torre · f7 negres peó · a6 blanques peó · e6 negres rei · g6 negres peó · h5 negres peó · h4 blanques peó · e3 blanques rei · g3 blanques peó · a2 negres torre · f2 blanques peó | a7 blanques torre · f7 negres peó · a6 blanques peó · e6 negres rei · g6 negres peó · h5 negres peó · h4 blanques peó · e3 blanques rei · g3 blanques peó · a2 negres torre · f2 blanques peó | a7 blanques torre · f7 negres peó · a6 blanques peó · e6 negres rei · g6 negres peó · h5 negres peó · h4 blanques peó · e3 blanques rei · g3 blanques peó · a2 negres torre · f2 blanques peó | a7 blanques torre · f7 negres peó · a6 blanques peó · e6 negres rei · g6 negres peó · h5 negres peó · h4 blanques peó · e3 blanques rei · g3 blanques peó · a2 negres torre · f2 blanques peó | a7 blanques torre · f7 negres peó · a6 blanques peó · e6 negres rei · g6 negres peó · h5 negres peó · h4 blanques peó · e3 blanques rei · g3 blanques peó · a2 negres torre · f2 blanques peó | 7 |
| 6 | a7 blanques torre · f7 negres peó · a6 blanques peó · e6 negres rei · g6 negres peó · h5 negres peó · h4 blanques peó · e3 blanques rei · g3 blanques peó · a2 negres torre · f2 blanques peó | a7 blanques torre · f7 negres peó · a6 blanques peó · e6 negres rei · g6 negres peó · h5 negres peó · h4 blanques peó · e3 blanques rei · g3 blanques peó · a2 negres torre · f2 blanques peó | a7 blanques torre · f7 negres peó · a6 blanques peó · e6 negres rei · g6 negres peó · h5 negres peó · h4 blanques peó · e3 blanques rei · g3 blanques peó · a2 negres torre · f2 blanques peó | a7 blanques torre · f7 negres peó · a6 blanques peó · e6 negres rei · g6 negres peó · h5 negres peó · h4 blanques peó · e3 blanques rei · g3 blanques peó · a2 negres torre · f2 blanques peó | a7 blanques torre · f7 negres peó · a6 blanques peó · e6 negres rei · g6 negres peó · h5 negres peó · h4 blanques peó · e3 blanques rei · g3 blanques peó · a2 negres torre · f2 blanques peó | a7 blanques torre · f7 negres peó · a6 blanques peó · e6 negres rei · g6 negres peó · h5 negres peó · h4 blanques peó · e3 blanques rei · g3 blanques peó · a2 negres torre · f2 blanques peó | a7 blanques torre · f7 negres peó · a6 blanques peó · e6 negres rei · g6 negres peó · h5 negres peó · h4 blanques peó · e3 blanques rei · g3 blanques peó · a2 negres torre · f2 blanques peó | a7 blanques torre · f7 negres peó · a6 blanques peó · e6 negres rei · g6 negres peó · h5 negres peó · h4 blanques peó · e3 blanques rei · g3 blanques peó · a2 negres torre · f2 blanques peó | 6 |
| 5 | a7 blanques torre · f7 negres peó · a6 blanques peó · e6 negres rei · g6 negres peó · h5 negres peó · h4 blanques peó · e3 blanques rei · g3 blanques peó · a2 negres torre · f2 blanques peó | a7 blanques torre · f7 negres peó · a6 blanques peó · e6 negres rei · g6 negres peó · h5 negres peó · h4 blanques peó · e3 blanques rei · g3 blanques peó · a2 negres torre · f2 blanques peó | a7 blanques torre · f7 negres peó · a6 blanques peó · e6 negres rei · g6 negres peó · h5 negres peó · h4 blanques peó · e3 blanques rei · g3 blanques peó · a2 negres torre · f2 blanques peó | a7 blanques torre · f7 negres peó · a6 blanques peó · e6 negres rei · g6 negres peó · h5 negres peó · h4 blanques peó · e3 blanques rei · g3 blanques peó · a2 negres torre · f2 blanques peó | a7 blanques torre · f7 negres peó · a6 blanques peó · e6 negres rei · g6 negres peó · h5 negres peó · h4 blanques peó · e3 blanques rei · g3 blanques peó · a2 negres torre · f2 blanques peó | a7 blanques torre · f7 negres peó · a6 blanques peó · e6 negres rei · g6 negres peó · h5 negres peó · h4 blanques peó · e3 blanques rei · g3 blanques peó · a2 negres torre · f2 blanques peó | a7 blanques torre · f7 negres peó · a6 blanques peó · e6 negres rei · g6 negres peó · h5 negres peó · h4 blanques peó · e3 blanques rei · g3 blanques peó · a2 negres torre · f2 blanques peó | a7 blanques torre · f7 negres peó · a6 blanques peó · e6 negres rei · g6 negres peó · h5 negres peó · h4 blanques peó · e3 blanques rei · g3 blanques peó · a2 negres torre · f2 blanques peó | 5 |
| 4 | a7 blanques torre · f7 negres peó · a6 blanques peó · e6 negres rei · g6 negres peó · h5 negres peó · h4 blanques peó · e3 blanques rei · g3 blanques peó · a2 negres torre · f2 blanques peó | a7 blanques torre · f7 negres peó · a6 blanques peó · e6 negres rei · g6 negres peó · h5 negres peó · h4 blanques peó · e3 blanques rei · g3 blanques peó · a2 negres torre · f2 blanques peó | a7 blanques torre · f7 negres peó · a6 blanques peó · e6 negres rei · g6 negres peó · h5 negres peó · h4 blanques peó · e3 blanques rei · g3 blanques peó · a2 negres torre · f2 blanques peó | a7 blanques torre · f7 negres peó · a6 blanques peó · e6 negres rei · g6 negres peó · h5 negres peó · h4 blanques peó · e3 blanques rei · g3 blanques peó · a2 negres torre · f2 blanques peó | a7 blanques torre · f7 negres peó · a6 blanques peó · e6 negres rei · g6 negres peó · h5 negres peó · h4 blanques peó · e3 blanques rei · g3 blanques peó · a2 negres torre · f2 blanques peó | a7 blanques torre · f7 negres peó · a6 blanques peó · e6 negres rei · g6 negres peó · h5 negres peó · h4 blanques peó · e3 blanques rei · g3 blanques peó · a2 negres torre · f2 blanques peó | a7 blanques torre · f7 negres peó · a6 blanques peó · e6 negres rei · g6 negres peó · h5 negres peó · h4 blanques peó · e3 blanques rei · g3 blanques peó · a2 negres torre · f2 blanques peó | a7 blanques torre · f7 negres peó · a6 blanques peó · e6 negres rei · g6 negres peó · h5 negres peó · h4 blanques peó · e3 blanques rei · g3 blanques peó · a2 negres torre · f2 blanques peó | 4 |
| 3 | a7 blanques torre · f7 negres peó · a6 blanques peó · e6 negres rei · g6 negres peó · h5 negres peó · h4 blanques peó · e3 blanques rei · g3 blanques peó · a2 negres torre · f2 blanques peó | a7 blanques torre · f7 negres peó · a6 blanques peó · e6 negres rei · g6 negres peó · h5 negres peó · h4 blanques peó · e3 blanques rei · g3 blanques peó · a2 negres torre · f2 blanques peó | a7 blanques torre · f7 negres peó · a6 blanques peó · e6 negres rei · g6 negres peó · h5 negres peó · h4 blanques peó · e3 blanques rei · g3 blanques peó · a2 negres torre · f2 blanques peó | a7 blanques torre · f7 negres peó · a6 blanques peó · e6 negres rei · g6 negres peó · h5 negres peó · h4 blanques peó · e3 blanques rei · g3 blanques peó · a2 negres torre · f2 blanques peó | a7 blanques torre · f7 negres peó · a6 blanques peó · e6 negres rei · g6 negres peó · h5 negres peó · h4 blanques peó · e3 blanques rei · g3 blanques peó · a2 negres torre · f2 blanques peó | a7 blanques torre · f7 negres peó · a6 blanques peó · e6 negres rei · g6 negres peó · h5 negres peó · h4 blanques peó · e3 blanques rei · g3 blanques peó · a2 negres torre · f2 blanques peó | a7 blanques torre · f7 negres peó · a6 blanques peó · e6 negres rei · g6 negres peó · h5 negres peó · h4 blanques peó · e3 blanques rei · g3 blanques peó · a2 negres torre · f2 blanques peó | a7 blanques torre · f7 negres peó · a6 blanques peó · e6 negres rei · g6 negres peó · h5 negres peó · h4 blanques peó · e3 blanques rei · g3 blanques peó · a2 negres torre · f2 blanques peó | 3 |
| 2 | a7 blanques torre · f7 negres peó · a6 blanques peó · e6 negres rei · g6 negres peó · h5 negres peó · h4 blanques peó · e3 blanques rei · g3 blanques peó · a2 negres torre · f2 blanques peó | a7 blanques torre · f7 negres peó · a6 blanques peó · e6 negres rei · g6 negres peó · h5 negres peó · h4 blanques peó · e3 blanques rei · g3 blanques peó · a2 negres torre · f2 blanques peó | a7 blanques torre · f7 negres peó · a6 blanques peó · e6 negres rei · g6 negres peó · h5 negres peó · h4 blanques peó · e3 blanques rei · g3 blanques peó · a2 negres torre · f2 blanques peó | a7 blanques torre · f7 negres peó · a6 blanques peó · e6 negres rei · g6 negres peó · h5 negres peó · h4 blanques peó · e3 blanques rei · g3 blanques peó · a2 negres torre · f2 blanques peó | a7 blanques torre · f7 negres peó · a6 blanques peó · e6 negres rei · g6 negres peó · h5 negres peó · h4 blanques peó · e3 blanques rei · g3 blanques peó · a2 negres torre · f2 blanques peó | a7 blanques torre · f7 negres peó · a6 blanques peó · e6 negres rei · g6 negres peó · h5 negres peó · h4 blanques peó · e3 blanques rei · g3 blanques peó · a2 negres torre · f2 blanques peó | a7 blanques torre · f7 negres peó · a6 blanques peó · e6 negres rei · g6 negres peó · h5 negres peó · h4 blanques peó · e3 blanques rei · g3 blanques peó · a2 negres torre · f2 blanques peó | a7 blanques torre · f7 negres peó · a6 blanques peó · e6 negres rei · g6 negres peó · h5 negres peó · h4 blanques peó · e3 blanques rei · g3 blanques peó · a2 negres torre · f2 blanques peó | 2 |
| 1 | a7 blanques torre · f7 negres peó · a6 blanques peó · e6 negres rei · g6 negres peó · h5 negres peó · h4 blanques peó · e3 blanques rei · g3 blanques peó · a2 negres torre · f2 blanques peó | a7 blanques torre · f7 negres peó · a6 blanques peó · e6 negres rei · g6 negres peó · h5 negres peó · h4 blanques peó · e3 blanques rei · g3 blanques peó · a2 negres torre · f2 blanques peó | a7 blanques torre · f7 negres peó · a6 blanques peó · e6 negres rei · g6 negres peó · h5 negres peó · h4 blanques peó · e3 blanques rei · g3 blanques peó · a2 negres torre · f2 blanques peó | a7 blanques torre · f7 negres peó · a6 blanques peó · e6 negres rei · g6 negres peó · h5 negres peó · h4 blanques peó · e3 blanques rei · g3 blanques peó · a2 negres torre · f2 blanques peó | a7 blanques torre · f7 negres peó · a6 blanques peó · e6 negres rei · g6 negres peó · h5 negres peó · h4 blanques peó · e3 blanques rei · g3 blanques peó · a2 negres torre · f2 blanques peó | a7 blanques torre · f7 negres peó · a6 blanques peó · e6 negres rei · g6 negres peó · h5 negres peó · h4 blanques peó · e3 blanques rei · g3 blanques peó · a2 negres torre · f2 blanques peó | a7 blanques torre · f7 negres peó · a6 blanques peó · e6 negres rei · g6 negres peó · h5 negres peó · h4 blanques peó · e3 blanques rei · g3 blanques peó · a2 negres torre · f2 blanques peó | a7 blanques torre · f7 negres peó · a6 blanques peó · e6 negres rei · g6 negres peó · h5 negres peó · h4 blanques peó · e3 blanques rei · g3 blanques peó · a2 negres torre · f2 blanques peó | 1 |
|   | a | b | c | d | e | f | g | h |   |

Kantorovich va analitzar la posició del diagrama de la dreta i va pensar que les negre fan taules amb dos tempos de més. El 2003 Steckner va trobar una millora per a les blanques en què es guanya. Les peces negres estan en les seves posicions òptimes: la torre es troba darrere del peó i atacant el peó f, i el rei es troba en la seva ubicació més activa. Si 1. Ta8 Rf5 les negres tenen fàcil les taules. No obstant això, les blanques tenen un millor pla que guanya amb un joc precís:
1. Rd4! (El peó de f ha de ser sacrificat perquè la torre és a a7.)
1... Txf2
2. Tc7! Ta2
3. a7 (3. Tc6+ porta a les taules)
3... Rf5
4. Rc4!! (l'anàlisi vella era 4. Txf7+, portant a les taules.)
4... Rg4
5. Rb3! Ta6
6. Tc4+ Rxg3
7. Ta4 Txa7
8. Txa7 Rxh4
9. Rc3 Rg3
10. Rd2 h4
11. Re2 Rg2
12. Txf7 h3
13. Tf2+ Rg3
14. Tf6 i les blanques guanyen (Dvoretsky 2006:193ff).
|   | a | b | c | d | e | f | g | h |   |
| 8 | b7 blanques torre · f7 negres peó · e6 negres rei · g6 negres peó · b5 blanques peó · h5 negres peó · h4 blanques peó · g3 blanques peó · b2 negres torre · f2 blanques peó · e1 blanques rei | b7 blanques torre · f7 negres peó · e6 negres rei · g6 negres peó · b5 blanques peó · h5 negres peó · h4 blanques peó · g3 blanques peó · b2 negres torre · f2 blanques peó · e1 blanques rei | b7 blanques torre · f7 negres peó · e6 negres rei · g6 negres peó · b5 blanques peó · h5 negres peó · h4 blanques peó · g3 blanques peó · b2 negres torre · f2 blanques peó · e1 blanques rei | b7 blanques torre · f7 negres peó · e6 negres rei · g6 negres peó · b5 blanques peó · h5 negres peó · h4 blanques peó · g3 blanques peó · b2 negres torre · f2 blanques peó · e1 blanques rei | b7 blanques torre · f7 negres peó · e6 negres rei · g6 negres peó · b5 blanques peó · h5 negres peó · h4 blanques peó · g3 blanques peó · b2 negres torre · f2 blanques peó · e1 blanques rei | b7 blanques torre · f7 negres peó · e6 negres rei · g6 negres peó · b5 blanques peó · h5 negres peó · h4 blanques peó · g3 blanques peó · b2 negres torre · f2 blanques peó · e1 blanques rei | b7 blanques torre · f7 negres peó · e6 negres rei · g6 negres peó · b5 blanques peó · h5 negres peó · h4 blanques peó · g3 blanques peó · b2 negres torre · f2 blanques peó · e1 blanques rei | b7 blanques torre · f7 negres peó · e6 negres rei · g6 negres peó · b5 blanques peó · h5 negres peó · h4 blanques peó · g3 blanques peó · b2 negres torre · f2 blanques peó · e1 blanques rei | 8 |
| 7 | b7 blanques torre · f7 negres peó · e6 negres rei · g6 negres peó · b5 blanques peó · h5 negres peó · h4 blanques peó · g3 blanques peó · b2 negres torre · f2 blanques peó · e1 blanques rei | b7 blanques torre · f7 negres peó · e6 negres rei · g6 negres peó · b5 blanques peó · h5 negres peó · h4 blanques peó · g3 blanques peó · b2 negres torre · f2 blanques peó · e1 blanques rei | b7 blanques torre · f7 negres peó · e6 negres rei · g6 negres peó · b5 blanques peó · h5 negres peó · h4 blanques peó · g3 blanques peó · b2 negres torre · f2 blanques peó · e1 blanques rei | b7 blanques torre · f7 negres peó · e6 negres rei · g6 negres peó · b5 blanques peó · h5 negres peó · h4 blanques peó · g3 blanques peó · b2 negres torre · f2 blanques peó · e1 blanques rei | b7 blanques torre · f7 negres peó · e6 negres rei · g6 negres peó · b5 blanques peó · h5 negres peó · h4 blanques peó · g3 blanques peó · b2 negres torre · f2 blanques peó · e1 blanques rei | b7 blanques torre · f7 negres peó · e6 negres rei · g6 negres peó · b5 blanques peó · h5 negres peó · h4 blanques peó · g3 blanques peó · b2 negres torre · f2 blanques peó · e1 blanques rei | b7 blanques torre · f7 negres peó · e6 negres rei · g6 negres peó · b5 blanques peó · h5 negres peó · h4 blanques peó · g3 blanques peó · b2 negres torre · f2 blanques peó · e1 blanques rei | b7 blanques torre · f7 negres peó · e6 negres rei · g6 negres peó · b5 blanques peó · h5 negres peó · h4 blanques peó · g3 blanques peó · b2 negres torre · f2 blanques peó · e1 blanques rei | 7 |
| 6 | b7 blanques torre · f7 negres peó · e6 negres rei · g6 negres peó · b5 blanques peó · h5 negres peó · h4 blanques peó · g3 blanques peó · b2 negres torre · f2 blanques peó · e1 blanques rei | b7 blanques torre · f7 negres peó · e6 negres rei · g6 negres peó · b5 blanques peó · h5 negres peó · h4 blanques peó · g3 blanques peó · b2 negres torre · f2 blanques peó · e1 blanques rei | b7 blanques torre · f7 negres peó · e6 negres rei · g6 negres peó · b5 blanques peó · h5 negres peó · h4 blanques peó · g3 blanques peó · b2 negres torre · f2 blanques peó · e1 blanques rei | b7 blanques torre · f7 negres peó · e6 negres rei · g6 negres peó · b5 blanques peó · h5 negres peó · h4 blanques peó · g3 blanques peó · b2 negres torre · f2 blanques peó · e1 blanques rei | b7 blanques torre · f7 negres peó · e6 negres rei · g6 negres peó · b5 blanques peó · h5 negres peó · h4 blanques peó · g3 blanques peó · b2 negres torre · f2 blanques peó · e1 blanques rei | b7 blanques torre · f7 negres peó · e6 negres rei · g6 negres peó · b5 blanques peó · h5 negres peó · h4 blanques peó · g3 blanques peó · b2 negres torre · f2 blanques peó · e1 blanques rei | b7 blanques torre · f7 negres peó · e6 negres rei · g6 negres peó · b5 blanques peó · h5 negres peó · h4 blanques peó · g3 blanques peó · b2 negres torre · f2 blanques peó · e1 blanques rei | b7 blanques torre · f7 negres peó · e6 negres rei · g6 negres peó · b5 blanques peó · h5 negres peó · h4 blanques peó · g3 blanques peó · b2 negres torre · f2 blanques peó · e1 blanques rei | 6 |
| 5 | b7 blanques torre · f7 negres peó · e6 negres rei · g6 negres peó · b5 blanques peó · h5 negres peó · h4 blanques peó · g3 blanques peó · b2 negres torre · f2 blanques peó · e1 blanques rei | b7 blanques torre · f7 negres peó · e6 negres rei · g6 negres peó · b5 blanques peó · h5 negres peó · h4 blanques peó · g3 blanques peó · b2 negres torre · f2 blanques peó · e1 blanques rei | b7 blanques torre · f7 negres peó · e6 negres rei · g6 negres peó · b5 blanques peó · h5 negres peó · h4 blanques peó · g3 blanques peó · b2 negres torre · f2 blanques peó · e1 blanques rei | b7 blanques torre · f7 negres peó · e6 negres rei · g6 negres peó · b5 blanques peó · h5 negres peó · h4 blanques peó · g3 blanques peó · b2 negres torre · f2 blanques peó · e1 blanques rei | b7 blanques torre · f7 negres peó · e6 negres rei · g6 negres peó · b5 blanques peó · h5 negres peó · h4 blanques peó · g3 blanques peó · b2 negres torre · f2 blanques peó · e1 blanques rei | b7 blanques torre · f7 negres peó · e6 negres rei · g6 negres peó · b5 blanques peó · h5 negres peó · h4 blanques peó · g3 blanques peó · b2 negres torre · f2 blanques peó · e1 blanques rei | b7 blanques torre · f7 negres peó · e6 negres rei · g6 negres peó · b5 blanques peó · h5 negres peó · h4 blanques peó · g3 blanques peó · b2 negres torre · f2 blanques peó · e1 blanques rei | b7 blanques torre · f7 negres peó · e6 negres rei · g6 negres peó · b5 blanques peó · h5 negres peó · h4 blanques peó · g3 blanques peó · b2 negres torre · f2 blanques peó · e1 blanques rei | 5 |
| 4 | b7 blanques torre · f7 negres peó · e6 negres rei · g6 negres peó · b5 blanques peó · h5 negres peó · h4 blanques peó · g3 blanques peó · b2 negres torre · f2 blanques peó · e1 blanques rei | b7 blanques torre · f7 negres peó · e6 negres rei · g6 negres peó · b5 blanques peó · h5 negres peó · h4 blanques peó · g3 blanques peó · b2 negres torre · f2 blanques peó · e1 blanques rei | b7 blanques torre · f7 negres peó · e6 negres rei · g6 negres peó · b5 blanques peó · h5 negres peó · h4 blanques peó · g3 blanques peó · b2 negres torre · f2 blanques peó · e1 blanques rei | b7 blanques torre · f7 negres peó · e6 negres rei · g6 negres peó · b5 blanques peó · h5 negres peó · h4 blanques peó · g3 blanques peó · b2 negres torre · f2 blanques peó · e1 blanques rei | b7 blanques torre · f7 negres peó · e6 negres rei · g6 negres peó · b5 blanques peó · h5 negres peó · h4 blanques peó · g3 blanques peó · b2 negres torre · f2 blanques peó · e1 blanques rei | b7 blanques torre · f7 negres peó · e6 negres rei · g6 negres peó · b5 blanques peó · h5 negres peó · h4 blanques peó · g3 blanques peó · b2 negres torre · f2 blanques peó · e1 blanques rei | b7 blanques torre · f7 negres peó · e6 negres rei · g6 negres peó · b5 blanques peó · h5 negres peó · h4 blanques peó · g3 blanques peó · b2 negres torre · f2 blanques peó · e1 blanques rei | b7 blanques torre · f7 negres peó · e6 negres rei · g6 negres peó · b5 blanques peó · h5 negres peó · h4 blanques peó · g3 blanques peó · b2 negres torre · f2 blanques peó · e1 blanques rei | 4 |
| 3 | b7 blanques torre · f7 negres peó · e6 negres rei · g6 negres peó · b5 blanques peó · h5 negres peó · h4 blanques peó · g3 blanques peó · b2 negres torre · f2 blanques peó · e1 blanques rei | b7 blanques torre · f7 negres peó · e6 negres rei · g6 negres peó · b5 blanques peó · h5 negres peó · h4 blanques peó · g3 blanques peó · b2 negres torre · f2 blanques peó · e1 blanques rei | b7 blanques torre · f7 negres peó · e6 negres rei · g6 negres peó · b5 blanques peó · h5 negres peó · h4 blanques peó · g3 blanques peó · b2 negres torre · f2 blanques peó · e1 blanques rei | b7 blanques torre · f7 negres peó · e6 negres rei · g6 negres peó · b5 blanques peó · h5 negres peó · h4 blanques peó · g3 blanques peó · b2 negres torre · f2 blanques peó · e1 blanques rei | b7 blanques torre · f7 negres peó · e6 negres rei · g6 negres peó · b5 blanques peó · h5 negres peó · h4 blanques peó · g3 blanques peó · b2 negres torre · f2 blanques peó · e1 blanques rei | b7 blanques torre · f7 negres peó · e6 negres rei · g6 negres peó · b5 blanques peó · h5 negres peó · h4 blanques peó · g3 blanques peó · b2 negres torre · f2 blanques peó · e1 blanques rei | b7 blanques torre · f7 negres peó · e6 negres rei · g6 negres peó · b5 blanques peó · h5 negres peó · h4 blanques peó · g3 blanques peó · b2 negres torre · f2 blanques peó · e1 blanques rei | b7 blanques torre · f7 negres peó · e6 negres rei · g6 negres peó · b5 blanques peó · h5 negres peó · h4 blanques peó · g3 blanques peó · b2 negres torre · f2 blanques peó · e1 blanques rei | 3 |
| 2 | b7 blanques torre · f7 negres peó · e6 negres rei · g6 negres peó · b5 blanques peó · h5 negres peó · h4 blanques peó · g3 blanques peó · b2 negres torre · f2 blanques peó · e1 blanques rei | b7 blanques torre · f7 negres peó · e6 negres rei · g6 negres peó · b5 blanques peó · h5 negres peó · h4 blanques peó · g3 blanques peó · b2 negres torre · f2 blanques peó · e1 blanques rei | b7 blanques torre · f7 negres peó · e6 negres rei · g6 negres peó · b5 blanques peó · h5 negres peó · h4 blanques peó · g3 blanques peó · b2 negres torre · f2 blanques peó · e1 blanques rei | b7 blanques torre · f7 negres peó · e6 negres rei · g6 negres peó · b5 blanques peó · h5 negres peó · h4 blanques peó · g3 blanques peó · b2 negres torre · f2 blanques peó · e1 blanques rei | b7 blanques torre · f7 negres peó · e6 negres rei · g6 negres peó · b5 blanques peó · h5 negres peó · h4 blanques peó · g3 blanques peó · b2 negres torre · f2 blanques peó · e1 blanques rei | b7 blanques torre · f7 negres peó · e6 negres rei · g6 negres peó · b5 blanques peó · h5 negres peó · h4 blanques peó · g3 blanques peó · b2 negres torre · f2 blanques peó · e1 blanques rei | b7 blanques torre · f7 negres peó · e6 negres rei · g6 negres peó · b5 blanques peó · h5 negres peó · h4 blanques peó · g3 blanques peó · b2 negres torre · f2 blanques peó · e1 blanques rei | b7 blanques torre · f7 negres peó · e6 negres rei · g6 negres peó · b5 blanques peó · h5 negres peó · h4 blanques peó · g3 blanques peó · b2 negres torre · f2 blanques peó · e1 blanques rei | 2 |
| 1 | b7 blanques torre · f7 negres peó · e6 negres rei · g6 negres peó · b5 blanques peó · h5 negres peó · h4 blanques peó · g3 blanques peó · b2 negres torre · f2 blanques peó · e1 blanques rei | b7 blanques torre · f7 negres peó · e6 negres rei · g6 negres peó · b5 blanques peó · h5 negres peó · h4 blanques peó · g3 blanques peó · b2 negres torre · f2 blanques peó · e1 blanques rei | b7 blanques torre · f7 negres peó · e6 negres rei · g6 negres peó · b5 blanques peó · h5 negres peó · h4 blanques peó · g3 blanques peó · b2 negres torre · f2 blanques peó · e1 blanques rei | b7 blanques torre · f7 negres peó · e6 negres rei · g6 negres peó · b5 blanques peó · h5 negres peó · h4 blanques peó · g3 blanques peó · b2 negres torre · f2 blanques peó · e1 blanques rei | b7 blanques torre · f7 negres peó · e6 negres rei · g6 negres peó · b5 blanques peó · h5 negres peó · h4 blanques peó · g3 blanques peó · b2 negres torre · f2 blanques peó · e1 blanques rei | b7 blanques torre · f7 negres peó · e6 negres rei · g6 negres peó · b5 blanques peó · h5 negres peó · h4 blanques peó · g3 blanques peó · b2 negres torre · f2 blanques peó · e1 blanques rei | b7 blanques torre · f7 negres peó · e6 negres rei · g6 negres peó · b5 blanques peó · h5 negres peó · h4 blanques peó · g3 blanques peó · b2 negres torre · f2 blanques peó · e1 blanques rei | b7 blanques torre · f7 negres peó · e6 negres rei · g6 negres peó · b5 blanques peó · h5 negres peó · h4 blanques peó · g3 blanques peó · b2 negres torre · f2 blanques peó · e1 blanques rei | 1 |
|   | a | b | c | d | e | f | g | h |   |

Aquesta partida del 2008 entre Lev Aronian i Vassil Ivantxuk va acabar en taules després de 62 moviments. L'avaluació d'aquest tipus de posicions amb un peó de més a la columna b és en procés encara de revisió a partir del 2010, però la teoria actual diu que això són taules (Soltis 2010:43).

## Excepcions
|   | a                                                                                     | b                                                                                     | c                                                                                     | d                                                                                     | e                                                                                     | f                                                                                     | g                                                                                     | h                                                                                     |   |
| 8 | d8 negres torre · b5 negres peó · a4 negres rei · e4 blanques rei · b1 blanques torre | d8 negres torre · b5 negres peó · a4 negres rei · e4 blanques rei · b1 blanques torre | d8 negres torre · b5 negres peó · a4 negres rei · e4 blanques rei · b1 blanques torre | d8 negres torre · b5 negres peó · a4 negres rei · e4 blanques rei · b1 blanques torre | d8 negres torre · b5 negres peó · a4 negres rei · e4 blanques rei · b1 blanques torre | d8 negres torre · b5 negres peó · a4 negres rei · e4 blanques rei · b1 blanques torre | d8 negres torre · b5 negres peó · a4 negres rei · e4 blanques rei · b1 blanques torre | d8 negres torre · b5 negres peó · a4 negres rei · e4 blanques rei · b1 blanques torre | 8 |
| 7 | d8 negres torre · b5 negres peó · a4 negres rei · e4 blanques rei · b1 blanques torre | d8 negres torre · b5 negres peó · a4 negres rei · e4 blanques rei · b1 blanques torre | d8 negres torre · b5 negres peó · a4 negres rei · e4 blanques rei · b1 blanques torre | d8 negres torre · b5 negres peó · a4 negres rei · e4 blanques rei · b1 blanques torre | d8 negres torre · b5 negres peó · a4 negres rei · e4 blanques rei · b1 blanques torre | d8 negres torre · b5 negres peó · a4 negres rei · e4 blanques rei · b1 blanques torre | d8 negres torre · b5 negres peó · a4 negres rei · e4 blanques rei · b1 blanques torre | d8 negres torre · b5 negres peó · a4 negres rei · e4 blanques rei · b1 blanques torre | 7 |
| 6 | d8 negres torre · b5 negres peó · a4 negres rei · e4 blanques rei · b1 blanques torre | d8 negres torre · b5 negres peó · a4 negres rei · e4 blanques rei · b1 blanques torre | d8 negres torre · b5 negres peó · a4 negres rei · e4 blanques rei · b1 blanques torre | d8 negres torre · b5 negres peó · a4 negres rei · e4 blanques rei · b1 blanques torre | d8 negres torre · b5 negres peó · a4 negres rei · e4 blanques rei · b1 blanques torre | d8 negres torre · b5 negres peó · a4 negres rei · e4 blanques rei · b1 blanques torre | d8 negres torre · b5 negres peó · a4 negres rei · e4 blanques rei · b1 blanques torre | d8 negres torre · b5 negres peó · a4 negres rei · e4 blanques rei · b1 blanques torre | 6 |
| 5 | d8 negres torre · b5 negres peó · a4 negres rei · e4 blanques rei · b1 blanques torre | d8 negres torre · b5 negres peó · a4 negres rei · e4 blanques rei · b1 blanques torre | d8 negres torre · b5 negres peó · a4 negres rei · e4 blanques rei · b1 blanques torre | d8 negres torre · b5 negres peó · a4 negres rei · e4 blanques rei · b1 blanques torre | d8 negres torre · b5 negres peó · a4 negres rei · e4 blanques rei · b1 blanques torre | d8 negres torre · b5 negres peó · a4 negres rei · e4 blanques rei · b1 blanques torre | d8 negres torre · b5 negres peó · a4 negres rei · e4 blanques rei · b1 blanques torre | d8 negres torre · b5 negres peó · a4 negres rei · e4 blanques rei · b1 blanques torre | 5 |
| 4 | d8 negres torre · b5 negres peó · a4 negres rei · e4 blanques rei · b1 blanques torre | d8 negres torre · b5 negres peó · a4 negres rei · e4 blanques rei · b1 blanques torre | d8 negres torre · b5 negres peó · a4 negres rei · e4 blanques rei · b1 blanques torre | d8 negres torre · b5 negres peó · a4 negres rei · e4 blanques rei · b1 blanques torre | d8 negres torre · b5 negres peó · a4 negres rei · e4 blanques rei · b1 blanques torre | d8 negres torre · b5 negres peó · a4 negres rei · e4 blanques rei · b1 blanques torre | d8 negres torre · b5 negres peó · a4 negres rei · e4 blanques rei · b1 blanques torre | d8 negres torre · b5 negres peó · a4 negres rei · e4 blanques rei · b1 blanques torre | 4 |
| 3 | d8 negres torre · b5 negres peó · a4 negres rei · e4 blanques rei · b1 blanques torre | d8 negres torre · b5 negres peó · a4 negres rei · e4 blanques rei · b1 blanques torre | d8 negres torre · b5 negres peó · a4 negres rei · e4 blanques rei · b1 blanques torre | d8 negres torre · b5 negres peó · a4 negres rei · e4 blanques rei · b1 blanques torre | d8 negres torre · b5 negres peó · a4 negres rei · e4 blanques rei · b1 blanques torre | d8 negres torre · b5 negres peó · a4 negres rei · e4 blanques rei · b1 blanques torre | d8 negres torre · b5 negres peó · a4 negres rei · e4 blanques rei · b1 blanques torre | d8 negres torre · b5 negres peó · a4 negres rei · e4 blanques rei · b1 blanques torre | 3 |
| 2 | d8 negres torre · b5 negres peó · a4 negres rei · e4 blanques rei · b1 blanques torre | d8 negres torre · b5 negres peó · a4 negres rei · e4 blanques rei · b1 blanques torre | d8 negres torre · b5 negres peó · a4 negres rei · e4 blanques rei · b1 blanques torre | d8 negres torre · b5 negres peó · a4 negres rei · e4 blanques rei · b1 blanques torre | d8 negres torre · b5 negres peó · a4 negres rei · e4 blanques rei · b1 blanques torre | d8 negres torre · b5 negres peó · a4 negres rei · e4 blanques rei · b1 blanques torre | d8 negres torre · b5 negres peó · a4 negres rei · e4 blanques rei · b1 blanques torre | d8 negres torre · b5 negres peó · a4 negres rei · e4 blanques rei · b1 blanques torre | 2 |
| 1 | d8 negres torre · b5 negres peó · a4 negres rei · e4 blanques rei · b1 blanques torre | d8 negres torre · b5 negres peó · a4 negres rei · e4 blanques rei · b1 blanques torre | d8 negres torre · b5 negres peó · a4 negres rei · e4 blanques rei · b1 blanques torre | d8 negres torre · b5 negres peó · a4 negres rei · e4 blanques rei · b1 blanques torre | d8 negres torre · b5 negres peó · a4 negres rei · e4 blanques rei · b1 blanques torre | d8 negres torre · b5 negres peó · a4 negres rei · e4 blanques rei · b1 blanques torre | d8 negres torre · b5 negres peó · a4 negres rei · e4 blanques rei · b1 blanques torre | d8 negres torre · b5 negres peó · a4 negres rei · e4 blanques rei · b1 blanques torre | 1 |
|   | a                                                                                     | b                                                                                     | c                                                                                     | d                                                                                     | e                                                                                     | f                                                                                     | g                                                                                     | h                                                                                     |   |

Hi ha excepcions per a la regla de Tarrasch. Algunes d'aquestes excepcions són:
- Iuri Averbakh va dir que la regla de Tarrasch és generalment correcta quan només les torres estan lluitant sobre el peó, però quan el peó està bloquejat pel rei adversari, la torre del mateix color que el peó normalment és millor protegir el peó des del costat (Emms 2008:87).
- En el final de torre i peó contra torre, si el peó no es troba més enllà de la quarta fila, el millor lloc per a la torre defensora és situar-se al davant (Howell 1997:38–40), (Dvoretsky 2006:150ff).
- En una nota similar, Cecil Purdy va dir que és millor situar la torre darrera el peó passat es troba a la cinquena fila o més amunt, o poden arribar aquestes files. Si el peó està situat abans de la cinquena fila, la torre és millor davant del peó. Sovint la torre és millor protegint el peó des del costat si es troba a la cinquena fila o més amunt (Purdy 2003:114).
- En el final de torre i peó contra torre, si el rei defensor és obstaculitzat des de la fila del peó, llavors la millor defensa és amb la torre a la seva primera fila (Howell 1997:37). Vegeu defensa frontal.
- En el final de torre i peó contra torre, on el peó és un peó de cavall (columnes b o g), el rei defensor és davant del peó, però el defensor no pot prendre aquesta torre a la tercera fila per arribar a la posició Philidor amb taules, la torre defensora entaula a la seva primera fila però perden si està atacant el peó des del darrere (Mednis 1982:16), (Fine & Benko 2003:295).
- En el final d'una torre i dos peons aïllats contra torre, és generalment millor per bàndol fort protegir els peons des del costat (Mednis 1982:29).
- Si el peó és un peó de torre sovint és millor per a la torre atacar-lo des del costat, especialment amb una posició de torre i peó contra torre (Nunn 2009:120). (Vegeu posició Vančura.)
- Si una torre està al davant del seu peó passat, sovint és millor que la torre defensora ataqui des del costat. De fet, algunes vegades és millor portar la torre defensora del darrere del peó cap al costat (Nunn 2010:38–44).
- En el final d'una torre contra un o diversos peons, la torre és millor col·locar-la a la seva primera fila (Fine & Benko 2003:275–92), (Mednis 1998:47).
- Quan una torre lluita contra peons, si els peons no estan connectats, sovint és millor per a la torre per mantenir els peons al llarg d'una fila (Nunn 2010:22).

### Short vs. Iussúpov
|   | a | b | c | d | e | f | g | h |   |
| 8 | g8 negres torre · h6 blanques rei · e4 negres rei · h4 blanques peó · c3 blanques peó · f3 blanques torre | g8 negres torre · h6 blanques rei · e4 negres rei · h4 blanques peó · c3 blanques peó · f3 blanques torre | g8 negres torre · h6 blanques rei · e4 negres rei · h4 blanques peó · c3 blanques peó · f3 blanques torre | g8 negres torre · h6 blanques rei · e4 negres rei · h4 blanques peó · c3 blanques peó · f3 blanques torre | g8 negres torre · h6 blanques rei · e4 negres rei · h4 blanques peó · c3 blanques peó · f3 blanques torre | g8 negres torre · h6 blanques rei · e4 negres rei · h4 blanques peó · c3 blanques peó · f3 blanques torre | g8 negres torre · h6 blanques rei · e4 negres rei · h4 blanques peó · c3 blanques peó · f3 blanques torre | g8 negres torre · h6 blanques rei · e4 negres rei · h4 blanques peó · c3 blanques peó · f3 blanques torre | 8 |
| 7 | g8 negres torre · h6 blanques rei · e4 negres rei · h4 blanques peó · c3 blanques peó · f3 blanques torre | g8 negres torre · h6 blanques rei · e4 negres rei · h4 blanques peó · c3 blanques peó · f3 blanques torre | g8 negres torre · h6 blanques rei · e4 negres rei · h4 blanques peó · c3 blanques peó · f3 blanques torre | g8 negres torre · h6 blanques rei · e4 negres rei · h4 blanques peó · c3 blanques peó · f3 blanques torre | g8 negres torre · h6 blanques rei · e4 negres rei · h4 blanques peó · c3 blanques peó · f3 blanques torre | g8 negres torre · h6 blanques rei · e4 negres rei · h4 blanques peó · c3 blanques peó · f3 blanques torre | g8 negres torre · h6 blanques rei · e4 negres rei · h4 blanques peó · c3 blanques peó · f3 blanques torre | g8 negres torre · h6 blanques rei · e4 negres rei · h4 blanques peó · c3 blanques peó · f3 blanques torre | 7 |
| 6 | g8 negres torre · h6 blanques rei · e4 negres rei · h4 blanques peó · c3 blanques peó · f3 blanques torre | g8 negres torre · h6 blanques rei · e4 negres rei · h4 blanques peó · c3 blanques peó · f3 blanques torre | g8 negres torre · h6 blanques rei · e4 negres rei · h4 blanques peó · c3 blanques peó · f3 blanques torre | g8 negres torre · h6 blanques rei · e4 negres rei · h4 blanques peó · c3 blanques peó · f3 blanques torre | g8 negres torre · h6 blanques rei · e4 negres rei · h4 blanques peó · c3 blanques peó · f3 blanques torre | g8 negres torre · h6 blanques rei · e4 negres rei · h4 blanques peó · c3 blanques peó · f3 blanques torre | g8 negres torre · h6 blanques rei · e4 negres rei · h4 blanques peó · c3 blanques peó · f3 blanques torre | g8 negres torre · h6 blanques rei · e4 negres rei · h4 blanques peó · c3 blanques peó · f3 blanques torre | 6 |
| 5 | g8 negres torre · h6 blanques rei · e4 negres rei · h4 blanques peó · c3 blanques peó · f3 blanques torre | g8 negres torre · h6 blanques rei · e4 negres rei · h4 blanques peó · c3 blanques peó · f3 blanques torre | g8 negres torre · h6 blanques rei · e4 negres rei · h4 blanques peó · c3 blanques peó · f3 blanques torre | g8 negres torre · h6 blanques rei · e4 negres rei · h4 blanques peó · c3 blanques peó · f3 blanques torre | g8 negres torre · h6 blanques rei · e4 negres rei · h4 blanques peó · c3 blanques peó · f3 blanques torre | g8 negres torre · h6 blanques rei · e4 negres rei · h4 blanques peó · c3 blanques peó · f3 blanques torre | g8 negres torre · h6 blanques rei · e4 negres rei · h4 blanques peó · c3 blanques peó · f3 blanques torre | g8 negres torre · h6 blanques rei · e4 negres rei · h4 blanques peó · c3 blanques peó · f3 blanques torre | 5 |
| 4 | g8 negres torre · h6 blanques rei · e4 negres rei · h4 blanques peó · c3 blanques peó · f3 blanques torre | g8 negres torre · h6 blanques rei · e4 negres rei · h4 blanques peó · c3 blanques peó · f3 blanques torre | g8 negres torre · h6 blanques rei · e4 negres rei · h4 blanques peó · c3 blanques peó · f3 blanques torre | g8 negres torre · h6 blanques rei · e4 negres rei · h4 blanques peó · c3 blanques peó · f3 blanques torre | g8 negres torre · h6 blanques rei · e4 negres rei · h4 blanques peó · c3 blanques peó · f3 blanques torre | g8 negres torre · h6 blanques rei · e4 negres rei · h4 blanques peó · c3 blanques peó · f3 blanques torre | g8 negres torre · h6 blanques rei · e4 negres rei · h4 blanques peó · c3 blanques peó · f3 blanques torre | g8 negres torre · h6 blanques rei · e4 negres rei · h4 blanques peó · c3 blanques peó · f3 blanques torre | 4 |
| 3 | g8 negres torre · h6 blanques rei · e4 negres rei · h4 blanques peó · c3 blanques peó · f3 blanques torre | g8 negres torre · h6 blanques rei · e4 negres rei · h4 blanques peó · c3 blanques peó · f3 blanques torre | g8 negres torre · h6 blanques rei · e4 negres rei · h4 blanques peó · c3 blanques peó · f3 blanques torre | g8 negres torre · h6 blanques rei · e4 negres rei · h4 blanques peó · c3 blanques peó · f3 blanques torre | g8 negres torre · h6 blanques rei · e4 negres rei · h4 blanques peó · c3 blanques peó · f3 blanques torre | g8 negres torre · h6 blanques rei · e4 negres rei · h4 blanques peó · c3 blanques peó · f3 blanques torre | g8 negres torre · h6 blanques rei · e4 negres rei · h4 blanques peó · c3 blanques peó · f3 blanques torre | g8 negres torre · h6 blanques rei · e4 negres rei · h4 blanques peó · c3 blanques peó · f3 blanques torre | 3 |
| 2 | g8 negres torre · h6 blanques rei · e4 negres rei · h4 blanques peó · c3 blanques peó · f3 blanques torre | g8 negres torre · h6 blanques rei · e4 negres rei · h4 blanques peó · c3 blanques peó · f3 blanques torre | g8 negres torre · h6 blanques rei · e4 negres rei · h4 blanques peó · c3 blanques peó · f3 blanques torre | g8 negres torre · h6 blanques rei · e4 negres rei · h4 blanques peó · c3 blanques peó · f3 blanques torre | g8 negres torre · h6 blanques rei · e4 negres rei · h4 blanques peó · c3 blanques peó · f3 blanques torre | g8 negres torre · h6 blanques rei · e4 negres rei · h4 blanques peó · c3 blanques peó · f3 blanques torre | g8 negres torre · h6 blanques rei · e4 negres rei · h4 blanques peó · c3 blanques peó · f3 blanques torre | g8 negres torre · h6 blanques rei · e4 negres rei · h4 blanques peó · c3 blanques peó · f3 blanques torre | 2 |
| 1 | g8 negres torre · h6 blanques rei · e4 negres rei · h4 blanques peó · c3 blanques peó · f3 blanques torre | g8 negres torre · h6 blanques rei · e4 negres rei · h4 blanques peó · c3 blanques peó · f3 blanques torre | g8 negres torre · h6 blanques rei · e4 negres rei · h4 blanques peó · c3 blanques peó · f3 blanques torre | g8 negres torre · h6 blanques rei · e4 negres rei · h4 blanques peó · c3 blanques peó · f3 blanques torre | g8 negres torre · h6 blanques rei · e4 negres rei · h4 blanques peó · c3 blanques peó · f3 blanques torre | g8 negres torre · h6 blanques rei · e4 negres rei · h4 blanques peó · c3 blanques peó · f3 blanques torre | g8 negres torre · h6 blanques rei · e4 negres rei · h4 blanques peó · c3 blanques peó · f3 blanques torre | g8 negres torre · h6 blanques rei · e4 negres rei · h4 blanques peó · c3 blanques peó · f3 blanques torre | 1 |
|   | a | b | c | d | e | f | g | h |   |

Aquesta posició de Nigel Short i Artur Iussúpov el 1984 és una excepció de la regla, ja que el rei de les blanques s'ha quedat atrapat davant del peó (Müller & Lamprecht 2001:199). Les blanques juguen 1. Th3 (torre darrera del peó passat), les negres responen 1. ... Rf5 i resulta taules poques jugades després. El moviment 1. Tf7 de les blanques condueixen a la victòria.

### Khàrlov vs. Morozévitx
|   | a | b | c | d | e | f | g | h |   |
| 8 | e7 negres torre · f7 negres peó · g7 negres rei · g6 negres peó · h6 negres peó · b5 negres peó · b4 blanques torre · g3 blanques peó · f2 blanques peó · h2 blanques peó · f1 blanques rei | e7 negres torre · f7 negres peó · g7 negres rei · g6 negres peó · h6 negres peó · b5 negres peó · b4 blanques torre · g3 blanques peó · f2 blanques peó · h2 blanques peó · f1 blanques rei | e7 negres torre · f7 negres peó · g7 negres rei · g6 negres peó · h6 negres peó · b5 negres peó · b4 blanques torre · g3 blanques peó · f2 blanques peó · h2 blanques peó · f1 blanques rei | e7 negres torre · f7 negres peó · g7 negres rei · g6 negres peó · h6 negres peó · b5 negres peó · b4 blanques torre · g3 blanques peó · f2 blanques peó · h2 blanques peó · f1 blanques rei | e7 negres torre · f7 negres peó · g7 negres rei · g6 negres peó · h6 negres peó · b5 negres peó · b4 blanques torre · g3 blanques peó · f2 blanques peó · h2 blanques peó · f1 blanques rei | e7 negres torre · f7 negres peó · g7 negres rei · g6 negres peó · h6 negres peó · b5 negres peó · b4 blanques torre · g3 blanques peó · f2 blanques peó · h2 blanques peó · f1 blanques rei | e7 negres torre · f7 negres peó · g7 negres rei · g6 negres peó · h6 negres peó · b5 negres peó · b4 blanques torre · g3 blanques peó · f2 blanques peó · h2 blanques peó · f1 blanques rei | e7 negres torre · f7 negres peó · g7 negres rei · g6 negres peó · h6 negres peó · b5 negres peó · b4 blanques torre · g3 blanques peó · f2 blanques peó · h2 blanques peó · f1 blanques rei | 8 |
| 7 | e7 negres torre · f7 negres peó · g7 negres rei · g6 negres peó · h6 negres peó · b5 negres peó · b4 blanques torre · g3 blanques peó · f2 blanques peó · h2 blanques peó · f1 blanques rei | e7 negres torre · f7 negres peó · g7 negres rei · g6 negres peó · h6 negres peó · b5 negres peó · b4 blanques torre · g3 blanques peó · f2 blanques peó · h2 blanques peó · f1 blanques rei | e7 negres torre · f7 negres peó · g7 negres rei · g6 negres peó · h6 negres peó · b5 negres peó · b4 blanques torre · g3 blanques peó · f2 blanques peó · h2 blanques peó · f1 blanques rei | e7 negres torre · f7 negres peó · g7 negres rei · g6 negres peó · h6 negres peó · b5 negres peó · b4 blanques torre · g3 blanques peó · f2 blanques peó · h2 blanques peó · f1 blanques rei | e7 negres torre · f7 negres peó · g7 negres rei · g6 negres peó · h6 negres peó · b5 negres peó · b4 blanques torre · g3 blanques peó · f2 blanques peó · h2 blanques peó · f1 blanques rei | e7 negres torre · f7 negres peó · g7 negres rei · g6 negres peó · h6 negres peó · b5 negres peó · b4 blanques torre · g3 blanques peó · f2 blanques peó · h2 blanques peó · f1 blanques rei | e7 negres torre · f7 negres peó · g7 negres rei · g6 negres peó · h6 negres peó · b5 negres peó · b4 blanques torre · g3 blanques peó · f2 blanques peó · h2 blanques peó · f1 blanques rei | e7 negres torre · f7 negres peó · g7 negres rei · g6 negres peó · h6 negres peó · b5 negres peó · b4 blanques torre · g3 blanques peó · f2 blanques peó · h2 blanques peó · f1 blanques rei | 7 |
| 6 | e7 negres torre · f7 negres peó · g7 negres rei · g6 negres peó · h6 negres peó · b5 negres peó · b4 blanques torre · g3 blanques peó · f2 blanques peó · h2 blanques peó · f1 blanques rei | e7 negres torre · f7 negres peó · g7 negres rei · g6 negres peó · h6 negres peó · b5 negres peó · b4 blanques torre · g3 blanques peó · f2 blanques peó · h2 blanques peó · f1 blanques rei | e7 negres torre · f7 negres peó · g7 negres rei · g6 negres peó · h6 negres peó · b5 negres peó · b4 blanques torre · g3 blanques peó · f2 blanques peó · h2 blanques peó · f1 blanques rei | e7 negres torre · f7 negres peó · g7 negres rei · g6 negres peó · h6 negres peó · b5 negres peó · b4 blanques torre · g3 blanques peó · f2 blanques peó · h2 blanques peó · f1 blanques rei | e7 negres torre · f7 negres peó · g7 negres rei · g6 negres peó · h6 negres peó · b5 negres peó · b4 blanques torre · g3 blanques peó · f2 blanques peó · h2 blanques peó · f1 blanques rei | e7 negres torre · f7 negres peó · g7 negres rei · g6 negres peó · h6 negres peó · b5 negres peó · b4 blanques torre · g3 blanques peó · f2 blanques peó · h2 blanques peó · f1 blanques rei | e7 negres torre · f7 negres peó · g7 negres rei · g6 negres peó · h6 negres peó · b5 negres peó · b4 blanques torre · g3 blanques peó · f2 blanques peó · h2 blanques peó · f1 blanques rei | e7 negres torre · f7 negres peó · g7 negres rei · g6 negres peó · h6 negres peó · b5 negres peó · b4 blanques torre · g3 blanques peó · f2 blanques peó · h2 blanques peó · f1 blanques rei | 6 |
| 5 | e7 negres torre · f7 negres peó · g7 negres rei · g6 negres peó · h6 negres peó · b5 negres peó · b4 blanques torre · g3 blanques peó · f2 blanques peó · h2 blanques peó · f1 blanques rei | e7 negres torre · f7 negres peó · g7 negres rei · g6 negres peó · h6 negres peó · b5 negres peó · b4 blanques torre · g3 blanques peó · f2 blanques peó · h2 blanques peó · f1 blanques rei | e7 negres torre · f7 negres peó · g7 negres rei · g6 negres peó · h6 negres peó · b5 negres peó · b4 blanques torre · g3 blanques peó · f2 blanques peó · h2 blanques peó · f1 blanques rei | e7 negres torre · f7 negres peó · g7 negres rei · g6 negres peó · h6 negres peó · b5 negres peó · b4 blanques torre · g3 blanques peó · f2 blanques peó · h2 blanques peó · f1 blanques rei | e7 negres torre · f7 negres peó · g7 negres rei · g6 negres peó · h6 negres peó · b5 negres peó · b4 blanques torre · g3 blanques peó · f2 blanques peó · h2 blanques peó · f1 blanques rei | e7 negres torre · f7 negres peó · g7 negres rei · g6 negres peó · h6 negres peó · b5 negres peó · b4 blanques torre · g3 blanques peó · f2 blanques peó · h2 blanques peó · f1 blanques rei | e7 negres torre · f7 negres peó · g7 negres rei · g6 negres peó · h6 negres peó · b5 negres peó · b4 blanques torre · g3 blanques peó · f2 blanques peó · h2 blanques peó · f1 blanques rei | e7 negres torre · f7 negres peó · g7 negres rei · g6 negres peó · h6 negres peó · b5 negres peó · b4 blanques torre · g3 blanques peó · f2 blanques peó · h2 blanques peó · f1 blanques rei | 5 |
| 4 | e7 negres torre · f7 negres peó · g7 negres rei · g6 negres peó · h6 negres peó · b5 negres peó · b4 blanques torre · g3 blanques peó · f2 blanques peó · h2 blanques peó · f1 blanques rei | e7 negres torre · f7 negres peó · g7 negres rei · g6 negres peó · h6 negres peó · b5 negres peó · b4 blanques torre · g3 blanques peó · f2 blanques peó · h2 blanques peó · f1 blanques rei | e7 negres torre · f7 negres peó · g7 negres rei · g6 negres peó · h6 negres peó · b5 negres peó · b4 blanques torre · g3 blanques peó · f2 blanques peó · h2 blanques peó · f1 blanques rei | e7 negres torre · f7 negres peó · g7 negres rei · g6 negres peó · h6 negres peó · b5 negres peó · b4 blanques torre · g3 blanques peó · f2 blanques peó · h2 blanques peó · f1 blanques rei | e7 negres torre · f7 negres peó · g7 negres rei · g6 negres peó · h6 negres peó · b5 negres peó · b4 blanques torre · g3 blanques peó · f2 blanques peó · h2 blanques peó · f1 blanques rei | e7 negres torre · f7 negres peó · g7 negres rei · g6 negres peó · h6 negres peó · b5 negres peó · b4 blanques torre · g3 blanques peó · f2 blanques peó · h2 blanques peó · f1 blanques rei | e7 negres torre · f7 negres peó · g7 negres rei · g6 negres peó · h6 negres peó · b5 negres peó · b4 blanques torre · g3 blanques peó · f2 blanques peó · h2 blanques peó · f1 blanques rei | e7 negres torre · f7 negres peó · g7 negres rei · g6 negres peó · h6 negres peó · b5 negres peó · b4 blanques torre · g3 blanques peó · f2 blanques peó · h2 blanques peó · f1 blanques rei | 4 |
| 3 | e7 negres torre · f7 negres peó · g7 negres rei · g6 negres peó · h6 negres peó · b5 negres peó · b4 blanques torre · g3 blanques peó · f2 blanques peó · h2 blanques peó · f1 blanques rei | e7 negres torre · f7 negres peó · g7 negres rei · g6 negres peó · h6 negres peó · b5 negres peó · b4 blanques torre · g3 blanques peó · f2 blanques peó · h2 blanques peó · f1 blanques rei | e7 negres torre · f7 negres peó · g7 negres rei · g6 negres peó · h6 negres peó · b5 negres peó · b4 blanques torre · g3 blanques peó · f2 blanques peó · h2 blanques peó · f1 blanques rei | e7 negres torre · f7 negres peó · g7 negres rei · g6 negres peó · h6 negres peó · b5 negres peó · b4 blanques torre · g3 blanques peó · f2 blanques peó · h2 blanques peó · f1 blanques rei | e7 negres torre · f7 negres peó · g7 negres rei · g6 negres peó · h6 negres peó · b5 negres peó · b4 blanques torre · g3 blanques peó · f2 blanques peó · h2 blanques peó · f1 blanques rei | e7 negres torre · f7 negres peó · g7 negres rei · g6 negres peó · h6 negres peó · b5 negres peó · b4 blanques torre · g3 blanques peó · f2 blanques peó · h2 blanques peó · f1 blanques rei | e7 negres torre · f7 negres peó · g7 negres rei · g6 negres peó · h6 negres peó · b5 negres peó · b4 blanques torre · g3 blanques peó · f2 blanques peó · h2 blanques peó · f1 blanques rei | e7 negres torre · f7 negres peó · g7 negres rei · g6 negres peó · h6 negres peó · b5 negres peó · b4 blanques torre · g3 blanques peó · f2 blanques peó · h2 blanques peó · f1 blanques rei | 3 |
| 2 | e7 negres torre · f7 negres peó · g7 negres rei · g6 negres peó · h6 negres peó · b5 negres peó · b4 blanques torre · g3 blanques peó · f2 blanques peó · h2 blanques peó · f1 blanques rei | e7 negres torre · f7 negres peó · g7 negres rei · g6 negres peó · h6 negres peó · b5 negres peó · b4 blanques torre · g3 blanques peó · f2 blanques peó · h2 blanques peó · f1 blanques rei | e7 negres torre · f7 negres peó · g7 negres rei · g6 negres peó · h6 negres peó · b5 negres peó · b4 blanques torre · g3 blanques peó · f2 blanques peó · h2 blanques peó · f1 blanques rei | e7 negres torre · f7 negres peó · g7 negres rei · g6 negres peó · h6 negres peó · b5 negres peó · b4 blanques torre · g3 blanques peó · f2 blanques peó · h2 blanques peó · f1 blanques rei | e7 negres torre · f7 negres peó · g7 negres rei · g6 negres peó · h6 negres peó · b5 negres peó · b4 blanques torre · g3 blanques peó · f2 blanques peó · h2 blanques peó · f1 blanques rei | e7 negres torre · f7 negres peó · g7 negres rei · g6 negres peó · h6 negres peó · b5 negres peó · b4 blanques torre · g3 blanques peó · f2 blanques peó · h2 blanques peó · f1 blanques rei | e7 negres torre · f7 negres peó · g7 negres rei · g6 negres peó · h6 negres peó · b5 negres peó · b4 blanques torre · g3 blanques peó · f2 blanques peó · h2 blanques peó · f1 blanques rei | e7 negres torre · f7 negres peó · g7 negres rei · g6 negres peó · h6 negres peó · b5 negres peó · b4 blanques torre · g3 blanques peó · f2 blanques peó · h2 blanques peó · f1 blanques rei | 2 |
| 1 | e7 negres torre · f7 negres peó · g7 negres rei · g6 negres peó · h6 negres peó · b5 negres peó · b4 blanques torre · g3 blanques peó · f2 blanques peó · h2 blanques peó · f1 blanques rei | e7 negres torre · f7 negres peó · g7 negres rei · g6 negres peó · h6 negres peó · b5 negres peó · b4 blanques torre · g3 blanques peó · f2 blanques peó · h2 blanques peó · f1 blanques rei | e7 negres torre · f7 negres peó · g7 negres rei · g6 negres peó · h6 negres peó · b5 negres peó · b4 blanques torre · g3 blanques peó · f2 blanques peó · h2 blanques peó · f1 blanques rei | e7 negres torre · f7 negres peó · g7 negres rei · g6 negres peó · h6 negres peó · b5 negres peó · b4 blanques torre · g3 blanques peó · f2 blanques peó · h2 blanques peó · f1 blanques rei | e7 negres torre · f7 negres peó · g7 negres rei · g6 negres peó · h6 negres peó · b5 negres peó · b4 blanques torre · g3 blanques peó · f2 blanques peó · h2 blanques peó · f1 blanques rei | e7 negres torre · f7 negres peó · g7 negres rei · g6 negres peó · h6 negres peó · b5 negres peó · b4 blanques torre · g3 blanques peó · f2 blanques peó · h2 blanques peó · f1 blanques rei | e7 negres torre · f7 negres peó · g7 negres rei · g6 negres peó · h6 negres peó · b5 negres peó · b4 blanques torre · g3 blanques peó · f2 blanques peó · h2 blanques peó · f1 blanques rei | e7 negres torre · f7 negres peó · g7 negres rei · g6 negres peó · h6 negres peó · b5 negres peó · b4 blanques torre · g3 blanques peó · f2 blanques peó · h2 blanques peó · f1 blanques rei | 1 |
|   | a | b | c | d | e | f | g | h |   |

La posició de la partida entre Andrei Khàrlov i Aleksandr Morozévitx del 1995 és una en què la regla de Tarrasch no s'aplica (per part de les negres) (Emms 2008:115–16). El moviment 1. ...Tb7 estaria en concordança amb la regla de Tarrasch, però 1. ... Te5 és el mètode correcte perquè el rei de les blanques és bloquejat pel peó, les blanques hauran de perdre molt de temps per activar la seva torre, i el mateix moment el rei de les negres seran capaços de dominar el flanc de dama. La regla segueix sent vàlida per a les blanques, així i tot la partida va continuar:
2. Td4 Rf6 3. Td8 Re7 4. Tb8 Rd7 5. Tb7+ Rc6 6. Txf7 b4 7. Tf6+ Rb5 8. Txg6 b3 9. Tg8 Te6 10. Tb8+ Tb6 11. Td8 b2 12. Td1 Tc6 13. abandona, 0-1.
Després de 13. Rg2 Tc1 14. Td8 b1=D 15. Tb8+ Tb6 16. Txb1 Txb1 el rei de les negres és prou a prop dels peons del flanc de rei per detenir-los.

### Kràmnik vs. Beliavski
|   | a | b | c | d | e | f | g | h |   |
| 8 | f5 negres peó · g5 negres rei · g4 negres torre · h4 negres peó · a3 blanques peó · f3 blanques rei · b1 blanques torre | f5 negres peó · g5 negres rei · g4 negres torre · h4 negres peó · a3 blanques peó · f3 blanques rei · b1 blanques torre | f5 negres peó · g5 negres rei · g4 negres torre · h4 negres peó · a3 blanques peó · f3 blanques rei · b1 blanques torre | f5 negres peó · g5 negres rei · g4 negres torre · h4 negres peó · a3 blanques peó · f3 blanques rei · b1 blanques torre | f5 negres peó · g5 negres rei · g4 negres torre · h4 negres peó · a3 blanques peó · f3 blanques rei · b1 blanques torre | f5 negres peó · g5 negres rei · g4 negres torre · h4 negres peó · a3 blanques peó · f3 blanques rei · b1 blanques torre | f5 negres peó · g5 negres rei · g4 negres torre · h4 negres peó · a3 blanques peó · f3 blanques rei · b1 blanques torre | f5 negres peó · g5 negres rei · g4 negres torre · h4 negres peó · a3 blanques peó · f3 blanques rei · b1 blanques torre | 8 |
| 7 | f5 negres peó · g5 negres rei · g4 negres torre · h4 negres peó · a3 blanques peó · f3 blanques rei · b1 blanques torre | f5 negres peó · g5 negres rei · g4 negres torre · h4 negres peó · a3 blanques peó · f3 blanques rei · b1 blanques torre | f5 negres peó · g5 negres rei · g4 negres torre · h4 negres peó · a3 blanques peó · f3 blanques rei · b1 blanques torre | f5 negres peó · g5 negres rei · g4 negres torre · h4 negres peó · a3 blanques peó · f3 blanques rei · b1 blanques torre | f5 negres peó · g5 negres rei · g4 negres torre · h4 negres peó · a3 blanques peó · f3 blanques rei · b1 blanques torre | f5 negres peó · g5 negres rei · g4 negres torre · h4 negres peó · a3 blanques peó · f3 blanques rei · b1 blanques torre | f5 negres peó · g5 negres rei · g4 negres torre · h4 negres peó · a3 blanques peó · f3 blanques rei · b1 blanques torre | f5 negres peó · g5 negres rei · g4 negres torre · h4 negres peó · a3 blanques peó · f3 blanques rei · b1 blanques torre | 7 |
| 6 | f5 negres peó · g5 negres rei · g4 negres torre · h4 negres peó · a3 blanques peó · f3 blanques rei · b1 blanques torre | f5 negres peó · g5 negres rei · g4 negres torre · h4 negres peó · a3 blanques peó · f3 blanques rei · b1 blanques torre | f5 negres peó · g5 negres rei · g4 negres torre · h4 negres peó · a3 blanques peó · f3 blanques rei · b1 blanques torre | f5 negres peó · g5 negres rei · g4 negres torre · h4 negres peó · a3 blanques peó · f3 blanques rei · b1 blanques torre | f5 negres peó · g5 negres rei · g4 negres torre · h4 negres peó · a3 blanques peó · f3 blanques rei · b1 blanques torre | f5 negres peó · g5 negres rei · g4 negres torre · h4 negres peó · a3 blanques peó · f3 blanques rei · b1 blanques torre | f5 negres peó · g5 negres rei · g4 negres torre · h4 negres peó · a3 blanques peó · f3 blanques rei · b1 blanques torre | f5 negres peó · g5 negres rei · g4 negres torre · h4 negres peó · a3 blanques peó · f3 blanques rei · b1 blanques torre | 6 |
| 5 | f5 negres peó · g5 negres rei · g4 negres torre · h4 negres peó · a3 blanques peó · f3 blanques rei · b1 blanques torre | f5 negres peó · g5 negres rei · g4 negres torre · h4 negres peó · a3 blanques peó · f3 blanques rei · b1 blanques torre | f5 negres peó · g5 negres rei · g4 negres torre · h4 negres peó · a3 blanques peó · f3 blanques rei · b1 blanques torre | f5 negres peó · g5 negres rei · g4 negres torre · h4 negres peó · a3 blanques peó · f3 blanques rei · b1 blanques torre | f5 negres peó · g5 negres rei · g4 negres torre · h4 negres peó · a3 blanques peó · f3 blanques rei · b1 blanques torre | f5 negres peó · g5 negres rei · g4 negres torre · h4 negres peó · a3 blanques peó · f3 blanques rei · b1 blanques torre | f5 negres peó · g5 negres rei · g4 negres torre · h4 negres peó · a3 blanques peó · f3 blanques rei · b1 blanques torre | f5 negres peó · g5 negres rei · g4 negres torre · h4 negres peó · a3 blanques peó · f3 blanques rei · b1 blanques torre | 5 |
| 4 | f5 negres peó · g5 negres rei · g4 negres torre · h4 negres peó · a3 blanques peó · f3 blanques rei · b1 blanques torre | f5 negres peó · g5 negres rei · g4 negres torre · h4 negres peó · a3 blanques peó · f3 blanques rei · b1 blanques torre | f5 negres peó · g5 negres rei · g4 negres torre · h4 negres peó · a3 blanques peó · f3 blanques rei · b1 blanques torre | f5 negres peó · g5 negres rei · g4 negres torre · h4 negres peó · a3 blanques peó · f3 blanques rei · b1 blanques torre | f5 negres peó · g5 negres rei · g4 negres torre · h4 negres peó · a3 blanques peó · f3 blanques rei · b1 blanques torre | f5 negres peó · g5 negres rei · g4 negres torre · h4 negres peó · a3 blanques peó · f3 blanques rei · b1 blanques torre | f5 negres peó · g5 negres rei · g4 negres torre · h4 negres peó · a3 blanques peó · f3 blanques rei · b1 blanques torre | f5 negres peó · g5 negres rei · g4 negres torre · h4 negres peó · a3 blanques peó · f3 blanques rei · b1 blanques torre | 4 |
| 3 | f5 negres peó · g5 negres rei · g4 negres torre · h4 negres peó · a3 blanques peó · f3 blanques rei · b1 blanques torre | f5 negres peó · g5 negres rei · g4 negres torre · h4 negres peó · a3 blanques peó · f3 blanques rei · b1 blanques torre | f5 negres peó · g5 negres rei · g4 negres torre · h4 negres peó · a3 blanques peó · f3 blanques rei · b1 blanques torre | f5 negres peó · g5 negres rei · g4 negres torre · h4 negres peó · a3 blanques peó · f3 blanques rei · b1 blanques torre | f5 negres peó · g5 negres rei · g4 negres torre · h4 negres peó · a3 blanques peó · f3 blanques rei · b1 blanques torre | f5 negres peó · g5 negres rei · g4 negres torre · h4 negres peó · a3 blanques peó · f3 blanques rei · b1 blanques torre | f5 negres peó · g5 negres rei · g4 negres torre · h4 negres peó · a3 blanques peó · f3 blanques rei · b1 blanques torre | f5 negres peó · g5 negres rei · g4 negres torre · h4 negres peó · a3 blanques peó · f3 blanques rei · b1 blanques torre | 3 |
| 2 | f5 negres peó · g5 negres rei · g4 negres torre · h4 negres peó · a3 blanques peó · f3 blanques rei · b1 blanques torre | f5 negres peó · g5 negres rei · g4 negres torre · h4 negres peó · a3 blanques peó · f3 blanques rei · b1 blanques torre | f5 negres peó · g5 negres rei · g4 negres torre · h4 negres peó · a3 blanques peó · f3 blanques rei · b1 blanques torre | f5 negres peó · g5 negres rei · g4 negres torre · h4 negres peó · a3 blanques peó · f3 blanques rei · b1 blanques torre | f5 negres peó · g5 negres rei · g4 negres torre · h4 negres peó · a3 blanques peó · f3 blanques rei · b1 blanques torre | f5 negres peó · g5 negres rei · g4 negres torre · h4 negres peó · a3 blanques peó · f3 blanques rei · b1 blanques torre | f5 negres peó · g5 negres rei · g4 negres torre · h4 negres peó · a3 blanques peó · f3 blanques rei · b1 blanques torre | f5 negres peó · g5 negres rei · g4 negres torre · h4 negres peó · a3 blanques peó · f3 blanques rei · b1 blanques torre | 2 |
| 1 | f5 negres peó · g5 negres rei · g4 negres torre · h4 negres peó · a3 blanques peó · f3 blanques rei · b1 blanques torre | f5 negres peó · g5 negres rei · g4 negres torre · h4 negres peó · a3 blanques peó · f3 blanques rei · b1 blanques torre | f5 negres peó · g5 negres rei · g4 negres torre · h4 negres peó · a3 blanques peó · f3 blanques rei · b1 blanques torre | f5 negres peó · g5 negres rei · g4 negres torre · h4 negres peó · a3 blanques peó · f3 blanques rei · b1 blanques torre | f5 negres peó · g5 negres rei · g4 negres torre · h4 negres peó · a3 blanques peó · f3 blanques rei · b1 blanques torre | f5 negres peó · g5 negres rei · g4 negres torre · h4 negres peó · a3 blanques peó · f3 blanques rei · b1 blanques torre | f5 negres peó · g5 negres rei · g4 negres torre · h4 negres peó · a3 blanques peó · f3 blanques rei · b1 blanques torre | f5 negres peó · g5 negres rei · g4 negres torre · h4 negres peó · a3 blanques peó · f3 blanques rei · b1 blanques torre | 1 |
|   | a | b | c | d | e | f | g | h |   |

La partida entre Vladímir Kràmnik i Aleksandr Beliavski del 1993 té una posició inusual en què seguir la regla de Tarrasch és incorrecta. Les blanques varen jugar 1. Ta1 i varen perdre. 1. Tb8, abandonant el peó de manera que la torre pot atacar des del darrere, taules. El final amb torres i el peons f i h va ser analitzat per ser taules per Mikhaïl Botvínnik ala anys 1940 (amb la defensa correcte) (Beliavski & Mikhalchishin 2003:86,89–90).

### Iussúpov vs. Timman
|   | a | b | c | d | e | f | g | h |   |
| 8 | a8 negres torre · e6 negres peó · f6 negres rei · g6 negres peó · h5 negres peó · a4 blanques peó · f4 blanques peó · h4 blanques peó · g3 blanques peó · f2 blanques rei · e1 blanques torre | a8 negres torre · e6 negres peó · f6 negres rei · g6 negres peó · h5 negres peó · a4 blanques peó · f4 blanques peó · h4 blanques peó · g3 blanques peó · f2 blanques rei · e1 blanques torre | a8 negres torre · e6 negres peó · f6 negres rei · g6 negres peó · h5 negres peó · a4 blanques peó · f4 blanques peó · h4 blanques peó · g3 blanques peó · f2 blanques rei · e1 blanques torre | a8 negres torre · e6 negres peó · f6 negres rei · g6 negres peó · h5 negres peó · a4 blanques peó · f4 blanques peó · h4 blanques peó · g3 blanques peó · f2 blanques rei · e1 blanques torre | a8 negres torre · e6 negres peó · f6 negres rei · g6 negres peó · h5 negres peó · a4 blanques peó · f4 blanques peó · h4 blanques peó · g3 blanques peó · f2 blanques rei · e1 blanques torre | a8 negres torre · e6 negres peó · f6 negres rei · g6 negres peó · h5 negres peó · a4 blanques peó · f4 blanques peó · h4 blanques peó · g3 blanques peó · f2 blanques rei · e1 blanques torre | a8 negres torre · e6 negres peó · f6 negres rei · g6 negres peó · h5 negres peó · a4 blanques peó · f4 blanques peó · h4 blanques peó · g3 blanques peó · f2 blanques rei · e1 blanques torre | a8 negres torre · e6 negres peó · f6 negres rei · g6 negres peó · h5 negres peó · a4 blanques peó · f4 blanques peó · h4 blanques peó · g3 blanques peó · f2 blanques rei · e1 blanques torre | 8 |
| 7 | a8 negres torre · e6 negres peó · f6 negres rei · g6 negres peó · h5 negres peó · a4 blanques peó · f4 blanques peó · h4 blanques peó · g3 blanques peó · f2 blanques rei · e1 blanques torre | a8 negres torre · e6 negres peó · f6 negres rei · g6 negres peó · h5 negres peó · a4 blanques peó · f4 blanques peó · h4 blanques peó · g3 blanques peó · f2 blanques rei · e1 blanques torre | a8 negres torre · e6 negres peó · f6 negres rei · g6 negres peó · h5 negres peó · a4 blanques peó · f4 blanques peó · h4 blanques peó · g3 blanques peó · f2 blanques rei · e1 blanques torre | a8 negres torre · e6 negres peó · f6 negres rei · g6 negres peó · h5 negres peó · a4 blanques peó · f4 blanques peó · h4 blanques peó · g3 blanques peó · f2 blanques rei · e1 blanques torre | a8 negres torre · e6 negres peó · f6 negres rei · g6 negres peó · h5 negres peó · a4 blanques peó · f4 blanques peó · h4 blanques peó · g3 blanques peó · f2 blanques rei · e1 blanques torre | a8 negres torre · e6 negres peó · f6 negres rei · g6 negres peó · h5 negres peó · a4 blanques peó · f4 blanques peó · h4 blanques peó · g3 blanques peó · f2 blanques rei · e1 blanques torre | a8 negres torre · e6 negres peó · f6 negres rei · g6 negres peó · h5 negres peó · a4 blanques peó · f4 blanques peó · h4 blanques peó · g3 blanques peó · f2 blanques rei · e1 blanques torre | a8 negres torre · e6 negres peó · f6 negres rei · g6 negres peó · h5 negres peó · a4 blanques peó · f4 blanques peó · h4 blanques peó · g3 blanques peó · f2 blanques rei · e1 blanques torre | 7 |
| 6 | a8 negres torre · e6 negres peó · f6 negres rei · g6 negres peó · h5 negres peó · a4 blanques peó · f4 blanques peó · h4 blanques peó · g3 blanques peó · f2 blanques rei · e1 blanques torre | a8 negres torre · e6 negres peó · f6 negres rei · g6 negres peó · h5 negres peó · a4 blanques peó · f4 blanques peó · h4 blanques peó · g3 blanques peó · f2 blanques rei · e1 blanques torre | a8 negres torre · e6 negres peó · f6 negres rei · g6 negres peó · h5 negres peó · a4 blanques peó · f4 blanques peó · h4 blanques peó · g3 blanques peó · f2 blanques rei · e1 blanques torre | a8 negres torre · e6 negres peó · f6 negres rei · g6 negres peó · h5 negres peó · a4 blanques peó · f4 blanques peó · h4 blanques peó · g3 blanques peó · f2 blanques rei · e1 blanques torre | a8 negres torre · e6 negres peó · f6 negres rei · g6 negres peó · h5 negres peó · a4 blanques peó · f4 blanques peó · h4 blanques peó · g3 blanques peó · f2 blanques rei · e1 blanques torre | a8 negres torre · e6 negres peó · f6 negres rei · g6 negres peó · h5 negres peó · a4 blanques peó · f4 blanques peó · h4 blanques peó · g3 blanques peó · f2 blanques rei · e1 blanques torre | a8 negres torre · e6 negres peó · f6 negres rei · g6 negres peó · h5 negres peó · a4 blanques peó · f4 blanques peó · h4 blanques peó · g3 blanques peó · f2 blanques rei · e1 blanques torre | a8 negres torre · e6 negres peó · f6 negres rei · g6 negres peó · h5 negres peó · a4 blanques peó · f4 blanques peó · h4 blanques peó · g3 blanques peó · f2 blanques rei · e1 blanques torre | 6 |
| 5 | a8 negres torre · e6 negres peó · f6 negres rei · g6 negres peó · h5 negres peó · a4 blanques peó · f4 blanques peó · h4 blanques peó · g3 blanques peó · f2 blanques rei · e1 blanques torre | a8 negres torre · e6 negres peó · f6 negres rei · g6 negres peó · h5 negres peó · a4 blanques peó · f4 blanques peó · h4 blanques peó · g3 blanques peó · f2 blanques rei · e1 blanques torre | a8 negres torre · e6 negres peó · f6 negres rei · g6 negres peó · h5 negres peó · a4 blanques peó · f4 blanques peó · h4 blanques peó · g3 blanques peó · f2 blanques rei · e1 blanques torre | a8 negres torre · e6 negres peó · f6 negres rei · g6 negres peó · h5 negres peó · a4 blanques peó · f4 blanques peó · h4 blanques peó · g3 blanques peó · f2 blanques rei · e1 blanques torre | a8 negres torre · e6 negres peó · f6 negres rei · g6 negres peó · h5 negres peó · a4 blanques peó · f4 blanques peó · h4 blanques peó · g3 blanques peó · f2 blanques rei · e1 blanques torre | a8 negres torre · e6 negres peó · f6 negres rei · g6 negres peó · h5 negres peó · a4 blanques peó · f4 blanques peó · h4 blanques peó · g3 blanques peó · f2 blanques rei · e1 blanques torre | a8 negres torre · e6 negres peó · f6 negres rei · g6 negres peó · h5 negres peó · a4 blanques peó · f4 blanques peó · h4 blanques peó · g3 blanques peó · f2 blanques rei · e1 blanques torre | a8 negres torre · e6 negres peó · f6 negres rei · g6 negres peó · h5 negres peó · a4 blanques peó · f4 blanques peó · h4 blanques peó · g3 blanques peó · f2 blanques rei · e1 blanques torre | 5 |
| 4 | a8 negres torre · e6 negres peó · f6 negres rei · g6 negres peó · h5 negres peó · a4 blanques peó · f4 blanques peó · h4 blanques peó · g3 blanques peó · f2 blanques rei · e1 blanques torre | a8 negres torre · e6 negres peó · f6 negres rei · g6 negres peó · h5 negres peó · a4 blanques peó · f4 blanques peó · h4 blanques peó · g3 blanques peó · f2 blanques rei · e1 blanques torre | a8 negres torre · e6 negres peó · f6 negres rei · g6 negres peó · h5 negres peó · a4 blanques peó · f4 blanques peó · h4 blanques peó · g3 blanques peó · f2 blanques rei · e1 blanques torre | a8 negres torre · e6 negres peó · f6 negres rei · g6 negres peó · h5 negres peó · a4 blanques peó · f4 blanques peó · h4 blanques peó · g3 blanques peó · f2 blanques rei · e1 blanques torre | a8 negres torre · e6 negres peó · f6 negres rei · g6 negres peó · h5 negres peó · a4 blanques peó · f4 blanques peó · h4 blanques peó · g3 blanques peó · f2 blanques rei · e1 blanques torre | a8 negres torre · e6 negres peó · f6 negres rei · g6 negres peó · h5 negres peó · a4 blanques peó · f4 blanques peó · h4 blanques peó · g3 blanques peó · f2 blanques rei · e1 blanques torre | a8 negres torre · e6 negres peó · f6 negres rei · g6 negres peó · h5 negres peó · a4 blanques peó · f4 blanques peó · h4 blanques peó · g3 blanques peó · f2 blanques rei · e1 blanques torre | a8 negres torre · e6 negres peó · f6 negres rei · g6 negres peó · h5 negres peó · a4 blanques peó · f4 blanques peó · h4 blanques peó · g3 blanques peó · f2 blanques rei · e1 blanques torre | 4 |
| 3 | a8 negres torre · e6 negres peó · f6 negres rei · g6 negres peó · h5 negres peó · a4 blanques peó · f4 blanques peó · h4 blanques peó · g3 blanques peó · f2 blanques rei · e1 blanques torre | a8 negres torre · e6 negres peó · f6 negres rei · g6 negres peó · h5 negres peó · a4 blanques peó · f4 blanques peó · h4 blanques peó · g3 blanques peó · f2 blanques rei · e1 blanques torre | a8 negres torre · e6 negres peó · f6 negres rei · g6 negres peó · h5 negres peó · a4 blanques peó · f4 blanques peó · h4 blanques peó · g3 blanques peó · f2 blanques rei · e1 blanques torre | a8 negres torre · e6 negres peó · f6 negres rei · g6 negres peó · h5 negres peó · a4 blanques peó · f4 blanques peó · h4 blanques peó · g3 blanques peó · f2 blanques rei · e1 blanques torre | a8 negres torre · e6 negres peó · f6 negres rei · g6 negres peó · h5 negres peó · a4 blanques peó · f4 blanques peó · h4 blanques peó · g3 blanques peó · f2 blanques rei · e1 blanques torre | a8 negres torre · e6 negres peó · f6 negres rei · g6 negres peó · h5 negres peó · a4 blanques peó · f4 blanques peó · h4 blanques peó · g3 blanques peó · f2 blanques rei · e1 blanques torre | a8 negres torre · e6 negres peó · f6 negres rei · g6 negres peó · h5 negres peó · a4 blanques peó · f4 blanques peó · h4 blanques peó · g3 blanques peó · f2 blanques rei · e1 blanques torre | a8 negres torre · e6 negres peó · f6 negres rei · g6 negres peó · h5 negres peó · a4 blanques peó · f4 blanques peó · h4 blanques peó · g3 blanques peó · f2 blanques rei · e1 blanques torre | 3 |
| 2 | a8 negres torre · e6 negres peó · f6 negres rei · g6 negres peó · h5 negres peó · a4 blanques peó · f4 blanques peó · h4 blanques peó · g3 blanques peó · f2 blanques rei · e1 blanques torre | a8 negres torre · e6 negres peó · f6 negres rei · g6 negres peó · h5 negres peó · a4 blanques peó · f4 blanques peó · h4 blanques peó · g3 blanques peó · f2 blanques rei · e1 blanques torre | a8 negres torre · e6 negres peó · f6 negres rei · g6 negres peó · h5 negres peó · a4 blanques peó · f4 blanques peó · h4 blanques peó · g3 blanques peó · f2 blanques rei · e1 blanques torre | a8 negres torre · e6 negres peó · f6 negres rei · g6 negres peó · h5 negres peó · a4 blanques peó · f4 blanques peó · h4 blanques peó · g3 blanques peó · f2 blanques rei · e1 blanques torre | a8 negres torre · e6 negres peó · f6 negres rei · g6 negres peó · h5 negres peó · a4 blanques peó · f4 blanques peó · h4 blanques peó · g3 blanques peó · f2 blanques rei · e1 blanques torre | a8 negres torre · e6 negres peó · f6 negres rei · g6 negres peó · h5 negres peó · a4 blanques peó · f4 blanques peó · h4 blanques peó · g3 blanques peó · f2 blanques rei · e1 blanques torre | a8 negres torre · e6 negres peó · f6 negres rei · g6 negres peó · h5 negres peó · a4 blanques peó · f4 blanques peó · h4 blanques peó · g3 blanques peó · f2 blanques rei · e1 blanques torre | a8 negres torre · e6 negres peó · f6 negres rei · g6 negres peó · h5 negres peó · a4 blanques peó · f4 blanques peó · h4 blanques peó · g3 blanques peó · f2 blanques rei · e1 blanques torre | 2 |
| 1 | a8 negres torre · e6 negres peó · f6 negres rei · g6 negres peó · h5 negres peó · a4 blanques peó · f4 blanques peó · h4 blanques peó · g3 blanques peó · f2 blanques rei · e1 blanques torre | a8 negres torre · e6 negres peó · f6 negres rei · g6 negres peó · h5 negres peó · a4 blanques peó · f4 blanques peó · h4 blanques peó · g3 blanques peó · f2 blanques rei · e1 blanques torre | a8 negres torre · e6 negres peó · f6 negres rei · g6 negres peó · h5 negres peó · a4 blanques peó · f4 blanques peó · h4 blanques peó · g3 blanques peó · f2 blanques rei · e1 blanques torre | a8 negres torre · e6 negres peó · f6 negres rei · g6 negres peó · h5 negres peó · a4 blanques peó · f4 blanques peó · h4 blanques peó · g3 blanques peó · f2 blanques rei · e1 blanques torre | a8 negres torre · e6 negres peó · f6 negres rei · g6 negres peó · h5 negres peó · a4 blanques peó · f4 blanques peó · h4 blanques peó · g3 blanques peó · f2 blanques rei · e1 blanques torre | a8 negres torre · e6 negres peó · f6 negres rei · g6 negres peó · h5 negres peó · a4 blanques peó · f4 blanques peó · h4 blanques peó · g3 blanques peó · f2 blanques rei · e1 blanques torre | a8 negres torre · e6 negres peó · f6 negres rei · g6 negres peó · h5 negres peó · a4 blanques peó · f4 blanques peó · h4 blanques peó · g3 blanques peó · f2 blanques rei · e1 blanques torre | a8 negres torre · e6 negres peó · f6 negres rei · g6 negres peó · h5 negres peó · a4 blanques peó · f4 blanques peó · h4 blanques peó · g3 blanques peó · f2 blanques rei · e1 blanques torre | 1 |
|   | a | b | c | d | e | f | g | h |   |

En la partida entre Artur Iussúpov i Jan Timman del 1992, 35. Te4! es guanya però 35. Ta1? en aquesta partid només són taules. La partida varen ser taules vint moviments després (Müller & Pajeken 2008:280).